# Восстание Пугачёва
Восстание Пугачёва (Крестьянская война 1773—1775 годов, Пугачёвщина, Пугачёвский бунт, Пугачёвское восстание, Восстание Емельяна Пугачёва) — восстание (бунт) яицких казаков, переросшее в полномасштабную войну казаков, крестьян и народов Урала и Поволжья с правительством императрицы Екатерины II.
В 1772 году в Яицком городке вспыхнуло восстание казаков против старшинской верхушки войска и представителей правительства. Восстание было подавлено, но казаки не смирились, а затаились в ожидании повода к новому выступлению. Такой повод представился с появлением на Яике беглого донского казака Пугачёва, объявившего себя императором Петром III. Новое выступление яицких казаков, начавшееся 17 (28) сентября 1773 года с Бударинского форпоста, быстро охватило весь Оренбургский край, Урал, Прикамье, Башкирию, часть Западной Сибири, Среднее Поволжье. В ходе восстания в результате агитации и обещания исполнения самых насущных чаяний к казакам присоединились башкиры, татары, калмыки, казахи, чуваши, уральские заводские крестьяне. Первый период восстания с сентября 1773 года по март 1774 года ознаменовался военными успехами восставших, представлявших собой опытных представителей иррегулярных казацких и инородческих частей, над немногочисленными и частью деморализованными правительственными войсками. Восставшие осадили Оренбург, Яицкий городок, Уфу, овладели множеством городков, крепостей и заводов.
Осознав серьёзность положения, правительство стянуло войска с западных и северо-западных окраин империи, поставив во главе их опытного генерал-аншефа А. И. Бибикова. В результате в марте 1774 года восставшие повсеместно потерпели поражения, многие видные руководители восстания и рядовые участники были убиты или пленены, оставшиеся рассеяны. Но со смертью Бибикова в апреле 1774 года восстание вспыхнуло с новой силой в заводском краю Южного Урала и в Башкирии. Пугачёв сумел объединить рассеянные отряды и, несмотря на неоднократные тяжёлые поражения, после похода по Уралу и Прикамью в июле 1774 года захватил один из крупнейших центров империи — Казань.
Восставшие получили поддержку крепостных и ясашных инородческих крестьян Прикамья и Поволжья, но в военном плане армия Пугачёва не могла более соперничать с регулярными войсками. Казачье ядро восставших таяло в боях, большинство башкир не последовало за Пугачёвым в его поход на Волгу, а крестьянское пополнение не имело ни боевого опыта, ни оружия. После поражения в ходе трёхдневного сражения у Казани Пугачёв переправился на правый берег Волги, где в результате манифестов о вольности его поддержали многочисленные крепостные крестьяне Казанской, Нижегородской, Московской, Воронежской и Астраханской губерний. В июле 1774 года, воспользовавшись завершением войны с Турцией, Екатерина II направила на подавление восстания значительные высвободившиеся силы во главе с генерал-аншефом П. И. Паниным. Пугачёв бежал на Нижнюю Волгу и, не получив ожидаемой поддержки от донских казаков, был разбит в бою у Чёрного Яра. Несмотря на поражение главной армии восставших, крестьянская война в Поволжье и восстание в Башкирии активно продолжались вплоть до конца 1774 года, а отдельные выступления — до середины 1775 года. Пугачёв и его главные соратники после следствия и суда были казнены в Москве в январе 1775 года.

## Предпосылки восстания
Восстание, охватившее огромные территории империи и привлёкшее в свои ряды несколько сотен тысяч человек, поводом для начала которого стало чудесное объявление спасшегося «царя Петра Фёдоровича», в основе своей имело комплекс причин, различных для каждой из групп участников, но при единовременном сложении привёдших к фактически самой значительной гражданской войне в истории России с 1612 до 1917 года.
Начало восстанию положили обострившиеся противоречия и недовольство в Яицком казачьем войске. В течение всего XVIII века яицкие казаки теряли привилегии и вольности одну за другой. В 1721 году император Пётр I перевёл все казачьи войска из попечения Коллегии Иностранных дел в прямое подчинение Военной коллегии, сначала утверждавшей, а впоследствии назначавшей войскового атамана. С этого момента стала выделяться так называемая старши́на, оплот правительства на Яике, так как ликвидация выборности не позволяла казакам сменить неугодного войскового атамана. Начиная с атамана Меркурьева, в 1730-е годы произошёл фактически полный раскол Яицкого казацкого войска на старшинскую и войсковую стороны. Ситуацию усугубила введённая царским указом 1754 года монополия на соль. Экономика этого войска была целиком построена на продаже рыбы и икры и соль для него была стратегическим продуктом. В 1763 году произошёл первый взрыв негодования и вплоть до восстания 1772 года казаки отправляли в Оренбург и Санкт-Петербург челобитные с жалобами и «зимовые станицы» (делегатов от войска). Стремление казаков вернуть времена вольности и стремление правительства обратить их в рядовое воинское подразделение неизбежно сжимали пружину непримиримых противоречий. «И хотя яицкие казаки не отрицались российского подданства…, но управлялись всегда выборными из них самих…, реша при том важные свои дела общим в кругу всех Козаков приговором… На таком основании, будучи точными самодержавного государства подданными, начальство у них было наиболее республиканское». Как писала Екатерина II о войске Запорожском, но бывшее справедливым и для Яика: «расторгали они тем своё основание зависимости их от престола нашего и помышляли, конечно, составить из себя посреди отечества область, совершенно независимую под собственным своим неистовым управлением».

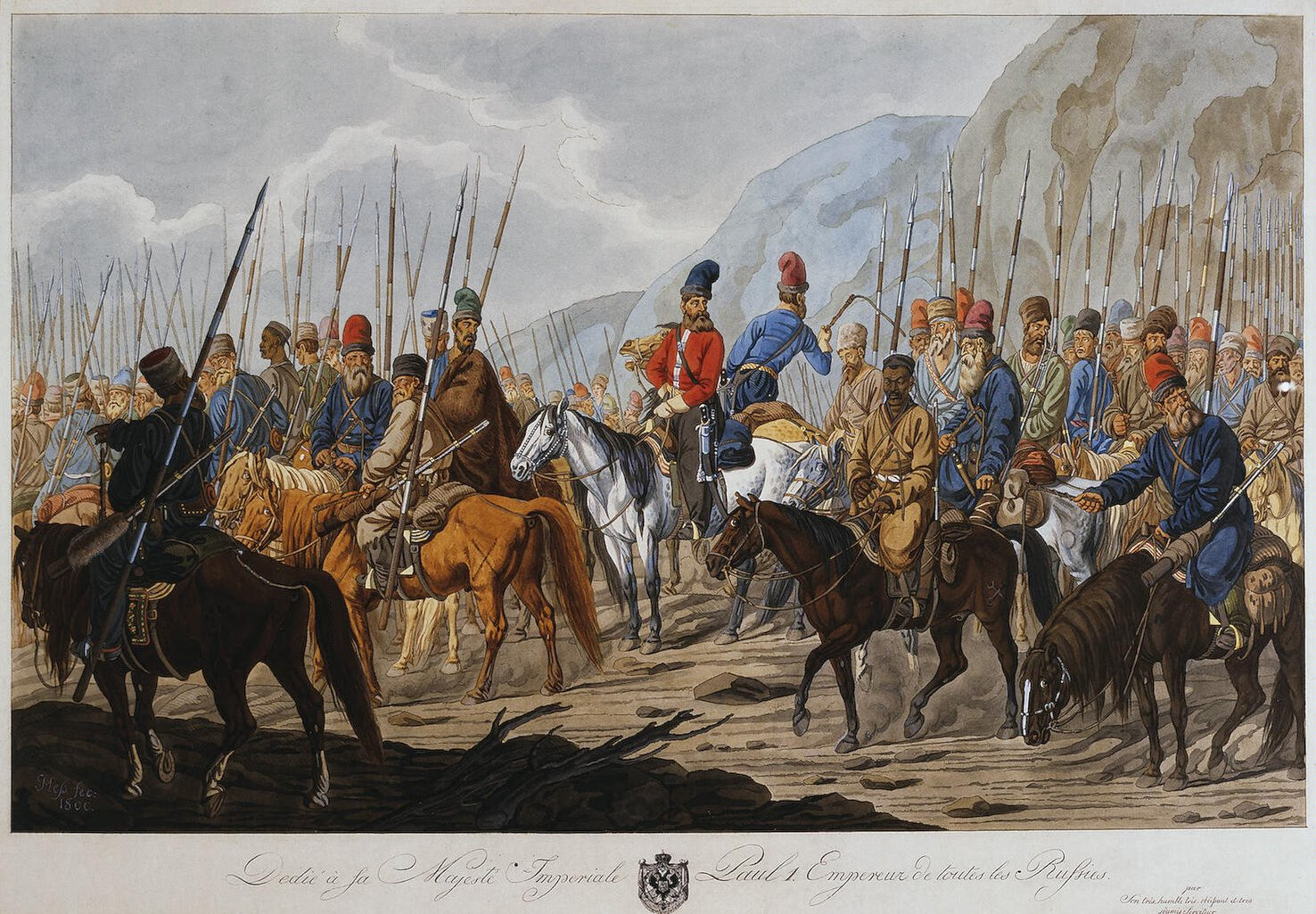
Яицкие казаки в походе (акварель конца XVIII века)

Из-за отказа казаков в 1769—1770 годах от отправки команд на усиление Терской линии и формирование Московского легиона, на Яик прибыла следственная комиссия во главе с генерал-майором Давыдовым и личным уполномоченным императрицы гвардии капитаном Дурново. Во время расследования в 1771 году яицкие казаки отказались отправиться в погоню за откочевавшими за пределы России калмыками. 16 декабря 1771 года Военная коллегия издала указ: «Оказавшихся во ослушании в наряде в поиск за бежавшими калмыками Войска Яицкого сотников и казаков тысяча девятьсот шестьдесят пять человек наряжать в отдалённые команды… без очереди по три раза, а главных возмутителей… всего сорока трёх человек казаков, наказав плетьми, обрезав бороды, отправить для написания в службу в полки Второй армии».
Результатом приговора стало Яицкое казачье восстание 1772 года, в ходе которого сменивший Давыдова генерал Траубенберг и войсковой атаман Тамбовцев были убиты. На подавление восстания были направлены войска под командованием генерала Ф. Ю. Фреймана. Восставшие потерпели поражение у реки Ембулатовки в июне 1772 года; в результате поражения казачьи круги были окончательно ликвидированы, в Яицком городке размещён гарнизон правительственных войск во главе с комендантом подполковником И. Д. Симоновым. По первоначальному приговору 11 человек были присуждены к смертной казни через четвертование, 40 человек — к повешению, трое — к отсечению головы, рядовые участники восстания — к наказанию «нещадно плетьми» и ссылке солдатами в полки. Но Екатерина II смягчила указ Военной коллегии: 16 зачинщиков приговорили «наказав кнутом, вырвав ноздри и поставя знаки, сослать в Сибирь на Нерчинские заводы в работу вечную», прочих 38 приговорённых к смертной казни, наказав кнутом, без знаков и вырезания ноздрей сослать с жёнами и детьми на поселение. Множество участников выступления скрылись на дальних степных хуторах.
Не меньшее напряжение присутствовало и в среде коренных народов Урала и Поволжья. Начавшееся в XVIII веке освоение Урала и активная колонизация земель Поволжья, строительство и освоение военных пограничных линий, расширение Оренбургского, Яицкого и Сибирского казачьих войск с выделением им земель, ранее принадлежавшим местным кочевым народам, нетерпимая религиозная политика привели к многочисленным волнениям и восстаниям среди башкир, татар, казахов, калмыков (большая часть последних, прорвав Яицкую пограничную линию, в 1771 году откочевала в Западный Китай).
Ситуация на быстрорастущих заводах Урала была также взрывной. В XVIII веке правительство решало проблему рабочей силы в металлургии припиской государственных крестьян к казённым и частным горным заводам, разрешением заводчикам покупать крепостные деревни и предоставлением неофициального права оставлять у себя беглых крепостных, Берг-коллегия, в ведении которой находились заводы, старалась не замечать нарушений указа о поимке и высылке беглых. Приписные крестьяне ненавидели и сопротивлялись принудительному труду на заводах, тяжесть которого зачастую равнялась каторжному. Оплата не позволяла прокормить семьи, к труду на рудниках и заводах привлекались женщины и дети. Приписные деревни располагались за десятки и даже сотни вёрст от заводов и времени на занятия сельским хозяйством не оставалось. Волнения и протесты приписных крестьян порою перерастали в вооружённые бунты.
Крестьяне, приписанные к заводам, мечтали вернуться к привычному деревенскому труду, в то время, как положение крестьян в крепостных поместьях было немногим лучше. В 1760-х годах крепостные крестьяне оказались в положении фактического личного рабства у помещиков без каких-либо прав на личную экономическую или юридическую самостоятельность: сбор государственных податей с крестьян был возложен на помещиков, крестьяне были лишены права брать откупы и подряды, вступать в вексельные отношения, их денежные обязательства были объявлены недействительными. Им было запрещено принимать присягу, вступать в монашество. Экономическое положение в стране, ведущей одну войну за другой, было тяжёлым, галантный век требовал от дворян следовать последним модам и веяниям. Помещики увеличивали площадь посевов, возрастала барщина, доходившая до 4—6 дней в неделю, либо крестьяне и вовсе переводились на «месячину». Сами крестьяне стали ходовым товаром, их закладывали, меняли, порой проигрывали целыми деревнями. В довершении к этому последовал Указ Екатерины II от 22 августа 1767 года о запрещении крестьянам жаловаться на помещиков. В условиях полной безнаказанности и личной зависимости рабское положение крестьян усугублялось прихотями, капризами или настоящими преступлениями, творящимися в усадьбах, остававшихся без расследования и последствий.
В этой обстановке легко находили дорогу слухи о скорой вольности или о переходе всех крестьян в «казну», о готовом указе царя, которого за это убили жена и заговорщики, о том, что царя не убили и он прячется до лучших времён — все они падали на благодатную почву общего людского недовольства настоящим своим положением. Царствование Петра III было коротким, но его начало ознаменовалось важными реформами: церковь была лишена земель, а её крестьяне перешли государству, не-дворянам запретили покупку государственных крестьян и крепостных, было смягчено преследование староверов, а бежавшим предоставлялось право на поселение в отдалённых губерниях. Освобождение дворян от обязательной государственной службы многими рассматривалось, как повод к отмене крепостного права — ведь земли и крестьяне были дарованы ранее дворянам в награду за службу. Пётр III смог породить в простых людях утопические надежды, не успев при этом их разочаровать. В результате Россию буквально захватила «эпидемия самозванчества», на протяжении ряда лет «спасшимся Петром III» объявляют себя разорившийся армянский купец Антон Асланбеков в 1764 году, Гаврила Кремнев в 1765 году, беглый солдат Пётр Чернышёв, исетский казак Каменщиков, за год до появления Пугачёва беглый крестьянин Федот Богомолов в Царицыне и многие другие… Никакой легальной возможности отстаивать свои интересы у всех групп будущих участников выступления просто не оставалось. Как сформулировал Д. Анучин: «Хотя знамя бунта было поднято во имя Петра III…, но это было только предлогом… Причины восстания должны быть отыскиваемы гораздо глубже: оно было следствием ненормального положения тогдашнего общества, в котором… отношения между сословиями сделались враждебными…»

## Начало восстания

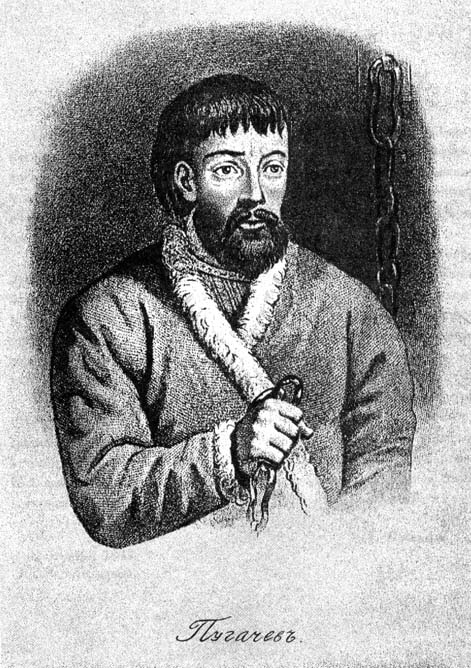
Емельян Пугачёв. Портрет, приложенный к изданию «Истории пугачёвского бунта» А. С. Пушкина, 1834

Несмотря на то, что внутренняя готовность яицких казаков к восстанию была высокой, для выступления не хватало объединяющей идеи, стержня, который бы сплотил укрывшихся и затаившихся участников волнений 1772 года. Слух о том, что в войске появился чудом спасшийся император Пётр Фёдорович, мгновенно разлетелся по всему Яику. Мало кто из казацких вожаков поверил в воскресшего царя, но все присматривались, способен ли этот человек вести за собой, собрать под свои знамёна войско, способное равняться с правительственным. Человеком, назвавшим себя Петром III, был Емельян Иванович Пугачёв — донской казак, уроженец Зимовейской станицы (до этого уже давшей российской истории Степана Разина), участник Семилетней войны и войны с Турцией 1768—1774 годов.
Оказавшись в заволжских степях осенью 1772 года, он остановился в Мечетной слободе и здесь от игумена старообрядческого скита Филарета узнал о волнениях среди яицких казаков. В ноябре 1772 года он приехал в Яицкий городок и в беседе с казаками звал их бежать на Кубань, назвав себя Петром III. По возвращении на Иргиз Пугачёв был арестован и отправлен в Казань, откуда он бежал в конце мая 1773 года. В августе он вновь появился в Яицком войске, на постоялом дворе Степана Оболяева, где его навещали будущие ближайшие соратники — Шигаев, Зарубин, Караваев, Мясников.
В сентябре, скрываясь от поисковых отрядов, Пугачёв в сопровождении группы казаков прибыл на Бударинский форпост, где 17 (28) сентября 1773 года был оглашён его первый указ к Яицкому войску. Автором указа стал один из немногих грамотных казаков, 19-летний Иван Почиталин, отправленный отцом служить «царю». Отсюда отряд в 80 казаков направился вверх по Яику. По дороге присоединялись новые сторонники и к прибытию 18 сентября к Яицкому городку отряд насчитывал уже 300 человек. Попытка переправиться через Чаган и войти в город окончилась неудачей, но при этом большая группа казаков перешла на сторону самозванца, а также был пленён отправленный на вылазку отряд старшины А. Витошнова, большую часть которого убедили присоединиться к восставшим. В течение следующей ночи казаки непослушной стороны продолжали поодиночке перебегать к товарищам. Повторная атака повстанцев 19 сентября была отбита с помощью артиллерии. Своих пушек повстанческий отряд не имел, поэтому было решено двинуться далее вверх по Яику, и в тот же день казаки встали лагерем у Рубёжинского форпоста.
Здесь был созван круг, казаки присягнули «великому государю императору Петру Фёдоровичу», походным атаманом войска избрали Андрея Овчинникова. Были также выбраны сотники и хорунжие, Андрей Витошнов был выбран есаулом, а Дмитрий Лысов — полковником. 20 сентября отряд подошёл к Илецкому городку и Пугачёв отправил Овчинникова с зазывными указами к местным казакам: «И чего вы ни пожелаете, во всех выгодах и жалованьях отказано вам не будет; и слава ваша не истечёт до веку; и как вы, так и потомки ваши первыми при мне, великом, государе, учинитесь». Несмотря на противодействие илецкого атамана Портнова, Овчинников убедил местных казаков присоединиться к восстанию и на следующий день жители городка встретили Пугачёва колокольным звоном и хлебом-солью.
Все илецкие казаки присягнули Пугачёву. По жалобам жителей («великие им делал обиды и их разорял») пугачёвцы повесили Портнова. Из илецких казаков был составлен полк во главе с Иваном Твороговым, войску досталась вся артиллерия городка. Начальником артиллерии был назначен яицкий казак Фёдор Чумаков.

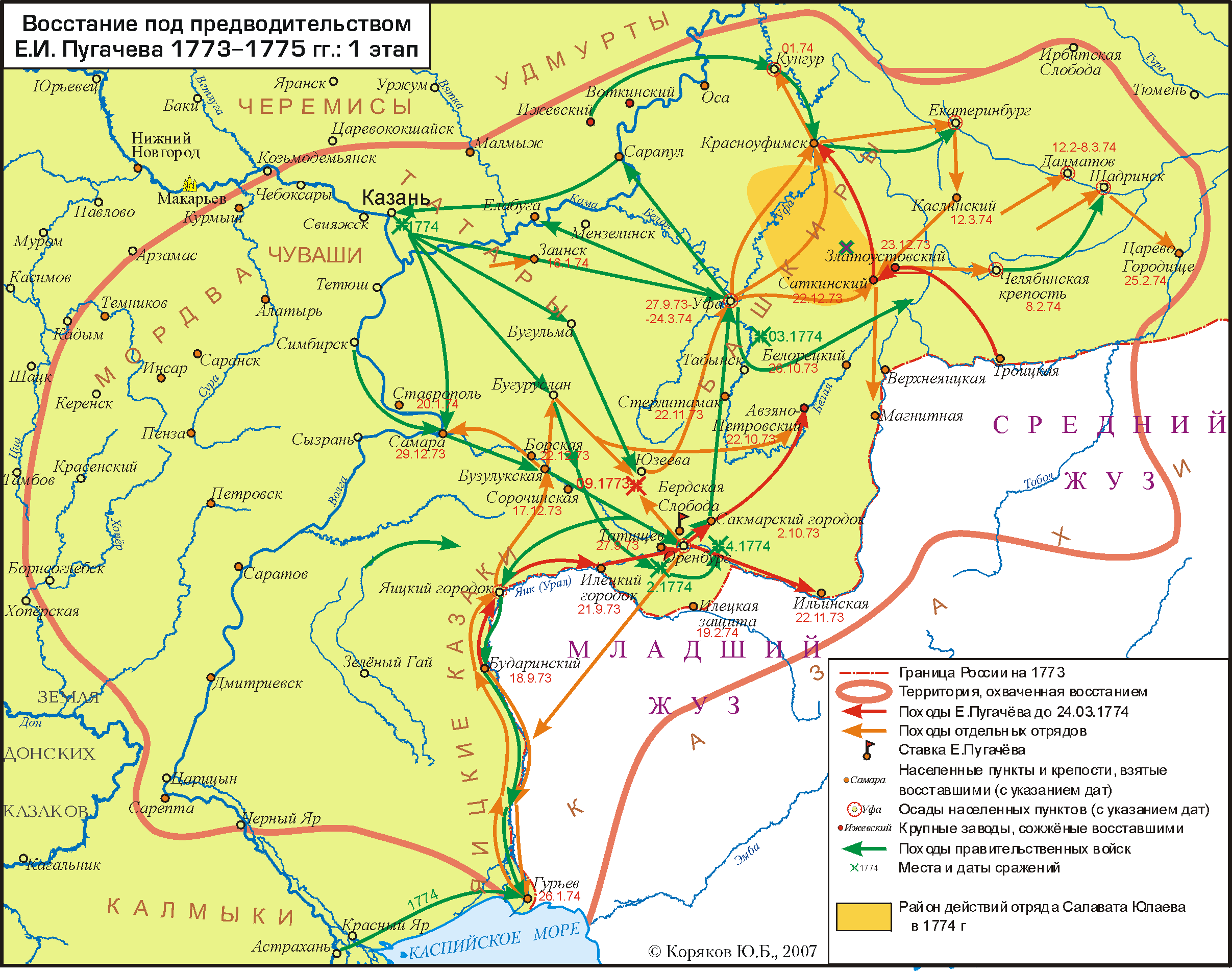
Карта начального этапа восстания

После двухдневного совещания о дальнейших действиях было принято решение направить главные силы на Оренбург, столицу огромного края под управлением ненавистного губернатора Рейнсдорпа. На пути к Оренбургу лежали небольшие крепости Нижне-Яицкой дистанции Оренбургской военной линии, чьи гарнизоны были, как правило, смешанными из яицких и оренбургских казаков и солдат, в большинстве — преклонного возраста или инвалидов. Быт и служба пограничных крепостей прекрасно описаны Пушкиным в повести «Капитанская дочка».
Крепость Рассыпная была взята молниеносным штурмом 24 сентября, местные казаки в разгар боя перешли на сторону мятежников. 26 сентября была взята Нижнеозерная крепость.
Оренбургский губернатор Рейнсдорп не придал большого значения первым сообщениям о новом выступлении яицких казаков, ограничившись посылкой гонцов с «увещеваниями». Лишь с получением известия о взятии Илецкого городка, были отданы команды вернуть из отлучек всех людей и лишь 24 сентября Рейнсдорп приказал бригадиру Билову с отрядом солдат Алексеевского полка и оренбургских казаков, всего 410 человек при 6 пушках, отбить Илецкий городок. Одновременно был отправлен приказ в Яицкий городок Симонову об отправке на помощь Билову отряда из частей 6-й и 7-й лёгких полевых команд и надёжных яицких казаков под командой майора Наумова, а для укрепления гарнизона Оренбурга должны были собрать и прислать в город отряд в 500 калмыков Ставропольского войска, 300 татар из Сеитовой слободы и 500 башкир (все эти отряды позднее примкнули к восставшим). Отряд Билова был на подходе к Нижнеозёрной крепости 26 сентября, когда были получены сведения о взятии её мятежниками. Билову сообщили сильно преувеличенные данные о 3-тысячном отряде самозванца, и он предпочёл за лучшее вернуться к Татищевой крепости и встретить Пугачёва за её стенами.
27 сентября разъезды восставших показались перед Татищевой крепостью. Гарнизон крепости вместе с отрядом Билова составлял не менее тысячи человек, и комендант, полковник Елагин, предложил Билову выйти из крепости и принять бой в поле, но последний решил принять бой за стенами крепости. Высланный на вылазку отряд оренбургских казаков под командой сотника Подурова перешёл на сторону восставших. Сумев поджечь деревянные стены крепости, от которых начался пожар в городке, и воспользовавшись начавшейся в городке паникой, казаки ворвались в крепость, после чего большая часть гарнизона сложила оружие. Елагин, Билов и другие офицеры были убиты в бою либо расстреляны после боя. Дочь коменданта крепости Елагина Татьяна — вдова убитого днём ранее коменданта Нижнеозерной крепости Харлова, была взята Пугачёвым в наложницы. При ней оставили малолетнего брата Николая, на глазах которого после боя убили мать (казаки застрелили Татьяну и её брата спустя месяц). 300 захваченных в плен солдат были приведены к присяге, им обстригли волосы по-казацки и объявили «государственными казаками».
С артиллерией Татищевой крепости и с пополнением в людях небольшой, 2-тысячный, отряд Пугачёва стал представлять реальную угрозу для Оренбурга. 29 сентября Пугачёв торжественно вступил в Чернореченскую крепость, жители и казаки гарнизона которой присягнули ему на верность. Дорога на Оренбург была открыта, но Пугачёв направился в Сеитову слободу и Сакмарский городок, так как прибывшие оттуда казаки и татары уверили его во всеобщей преданности. 1 октября население Сеитовой слободы торжественно встретило мятежный казачий отряд, выставив в его ряды татарский полк. Кроме того, был издан указ на татарском языке, обращённый к татарам и башкирам, в котором Пугачёв жаловал их «землями, водами, лесами, жительствами, травами, реками, рыбами, хлебом, законами, пашнями, телами, денежным жалованием, свинцом и порохом». А уже 2 октября повстанческий отряд под колокольный звон вступил в Сакмарский казачий городок, гарнизон которого составляли откомандированные яицкие казаки. Кроме того к войску самозванца присоединились некоторые рабочие соседних медных рудников горнозаводчиков Твердышева и Мясникова. В Сакмарском городке в составе восставших появился перебежчик Хлопуша, посланный оренбургским губернатором Рейнсдорпом с секретными письмами к восставшим с обещанием помилования в случае выдачи Пугачёва.
4 октября фактически без боя отрядом Ивана Творогова взята Пречистенская крепость на реке Сакмаре в 60 верстах к востоку от Оренбурга, основная армия восставших направилась к Бердской слободе близ Оренбурга, жители которой также присягнули «воскресшему царю». К этому моменту войско самозванца насчитывало около 2500 человек, из них — около 1500 яицких, илецких и оренбургских казаков, 300 солдат, 500 каргалинских татар. Артиллерия восставших насчитывала несколько десятков пушек.

## Осада Оренбурга и первые военные успехи

### Осада Оренбурга
Взятие Оренбурга стало главной задачей восставших в связи с его значением как столицы огромного края. В случае успеха авторитет армии и самого лидера восстания значительно выросли бы, ведь взятие каждого нового городка способствовало беспрепятственному взятию следующих. Кроме того, немаловажным было захватить оренбургские склады вооружения.

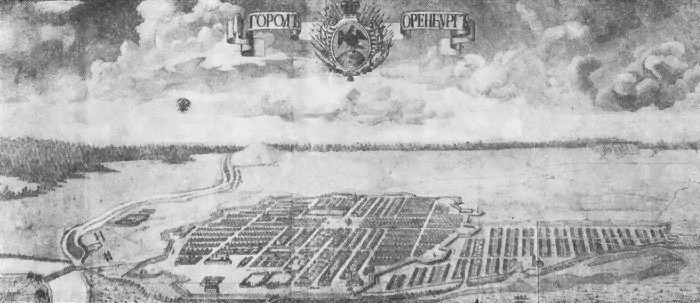
Панорама Оренбурга. Гравюра XVIII века

Но Оренбург в военном плане был куда более мощным укреплением, чем даже Татищева крепость. Вокруг города был возведён земляной вал, укреплённый 10 бастионами и 2 полубастионами. Высота вала достигала 4 метров и выше, а ширина — 13 метров. С наружной стороны вала шёл ров глубиной около 4 метров и шириною 10 метров. Гарнизон Оренбурга составлял около 3000 человек, из них около 1500 солдат, а также около ста пушек. 4 (15) октября в Оренбург из Яицкого городка успело беспрепятственно подойти подкрепление из 626 солдат и яицких казаков, оставшихся верными русскому правительству, с 4 пушками, во главе с майором Наумовым и яицким войсковым старшиной М. Бородиным.
А уже 5 октября армия Пугачёва подошла к городу, разбив временный лагерь в пяти верстах от него. К крепостному валу были высланы казаки, сумевшие передать указ Пугачёва к войскам гарнизона с призывом сложить оружие и присоединиться к «государю». В ответ пушки с городского вала начали обстрел мятежников. 6 октября Рейнсдорп приказал сделать вылазку, отряд в 1500 человек под командованием майора Наумова после двухчасового боя вернулся в крепость. На собранном 7 октября военном совете было принято решение обороняться за стенами крепости под прикрытием крепостной артиллерии. Одной из причин такого решения была боязнь перехода солдат и казаков на сторону Пугачёва. Проведённая вылазка показала, что сражались солдаты неохотно, майор Наумов докладывал, что обнаружил «в подчинённых своих робость и страх».
Начавшаяся осада Оренбурга на полгода сковала главные силы восставших, не принеся ни одной из сторон военного успеха. 12 октября была произведена повторная вылазка отряда Наумова, но успешные действия артиллерии под командованием Чумакова помогли отбить атаку. Армия Пугачёва из-за начавшихся морозов перенесла лагерь в Бердскую слободу. 22 октября был предпринят штурм; батареи повстанцев начали обстрел города, но сильный ответный артиллерийский огонь не позволил близко подойти к валу.

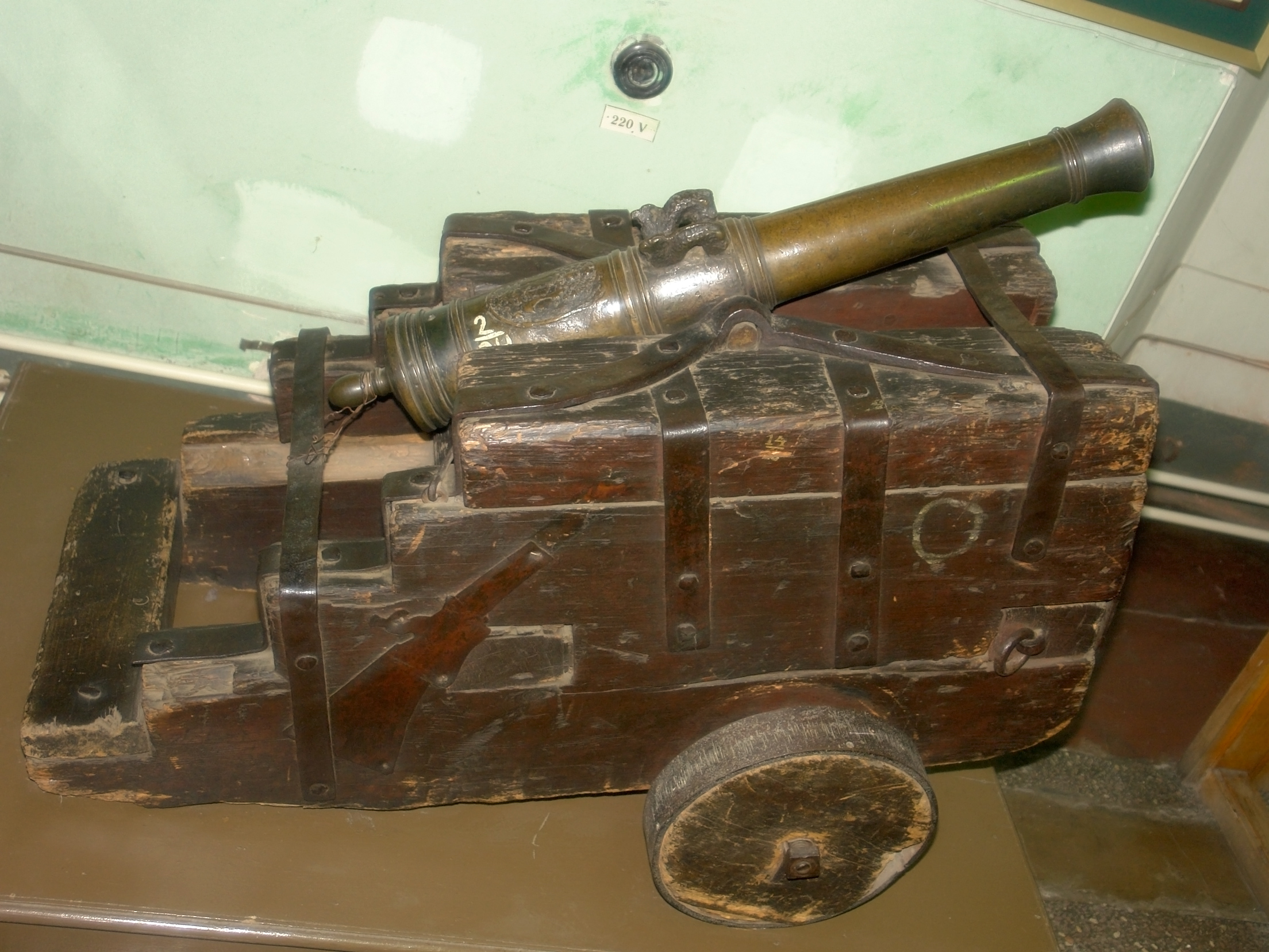
3/4-фунтовая пушка конца XVIII века. В 1872 году под названием «пугачёвской пушки» была представлена на Московской политехнической выставке

17 октября Пугачёв отправил Хлопушу на демидовские Авзяно-Петровские заводы. Хлопуша собрал там пушки, провиант, деньги, сформировал отряд из мастеровых и заводских крестьян и в начале ноября во главе отряда вернулся в Бердскую слободу.
2 (13) ноября был предпринят повторный штурм Оренбурга, начавшийся ранним утром с мощного обстрела города. Артиллерийская дуэль не принесла успеха ни одной стороне, а последовавшая атака вдоль берега замёрзшего Урала была отбита сделавшими вылазку войсками гарнизона под командованием генерала Валленштерна. Сам Пугачёв в ходе боя провалился под лёд, многие из нападавших утонули.
14 октября Военная коллегия в Санкт-Петербурге получила донесения от оренбургского и казанского губернаторов о начавшемся восстании. Екатерина II назначила генерал-майора В. А. Кара командующим военной экспедицией для подавления мятежа. При этом власти пытались сохранить в тайне все известия о мятеже. Были отданы приказы о направлении к Оренбургу войск, но большая их часть могла прибыть лишь к январю 1774 года и Кару было предложено задействовать имеющиеся на местах регулярные и иррегулярные подразделения. В конце октября Кар во главе корпуса из двух тысяч солдат и полутора тысяч ополченцев направился из Казани к Оренбургу. Одновременно симбирский комендант полковник Чернышёв выдвинулся вдоль Самарской линии в направлении Татищевой крепости, а со стороны Верхнеозёрной крепости вдоль Верхне-Яицкой линии — отряд бригадира Корфа. Несмотря на малое количество обученных солдат в составе экспедиции и жалобы командиров на ненадёжность мобилизованных государственных крестьян и иррегулярную казацкую, калмыцкую, башкирскую и мещеряцкую конницу, Кар не сомневался в общем успехе, лишь опасаясь, что Пугачёв с казаками уйдут за Яик в Киргизскую степь, где преследование будет затруднено, «ибо мало кавалерии». И даже осаждённый Рейнсдорп посчитал излишней военную помощь от Сибирского губернатора Д. И. Чичерина и командующего сибирским корпусом И. А. Деколонга.
7 (18) ноября у деревни Юзеевой, в 98 верстах от Оренбурга, отряды пугачёвских атаманов А. А. Овчинникова и И. Н. Зарубина-Чики атаковали авангард корпуса Кара и после трёхдневного боя заставили его отступить обратно к Казани. О самом бое Кар докладывал: «Во время сего следования со всех сторон, а особливо из деревни Юзеевой от Оренбурга наскакало сих злодеев на меня верхами более дву тысячи человек, и подвезя артиллерии 9 орудий начали стрелять ядрами и гранатами, но как по неимению при мне лёгких войск не можно мне было ничего с ними зделать, кроме что отстреливатца по их батареям, из имевшихся со мною одного осьми фунтового единорога, под которым напоследок подбили лафет; и четырёх 3-фунтовых пушек ис коих три весьма безнадёжныя… и так я по множеству случившихся дефилеев маршируя 17 вёрст отстреливался восемь часов… Артиллериею своею чрезвычайно вредят; отбивать же её атакою пехоты также трудно, да почти и нельзя; потому, что они всегда стреляют из неё, имея для отвозу готовых лошадей, и как скоро приближатца пехота станет, то они отвозя её лошадьми далее на другую гору и опять стрелять начинают, что весьма проворно делают и стреляют не так, как от мужиков ожидать должно было». Была пленена рота 2-го гренадерского полка в 180 человек, зачисленных в армию восставших вместе с двумя офицерами — поручиком Волжинским и подпоручиком Шванвичем.
13 ноября у Оренбурга был захвачен в плен отряд полковника Чернышёва, насчитывавший до 1100 человек казаков, 600—700 солдат, 500 калмыков, 15 орудий и громадный обоз. Поняв, что вместо непрестижной победы над мятежниками он может получить полный разгром от необученных крестьян и башкирско-казачьей иррегулярной конницы, Кар под предлогом болезни покинул корпус и отправился в Москву, оставив командование генералу Фрейману.

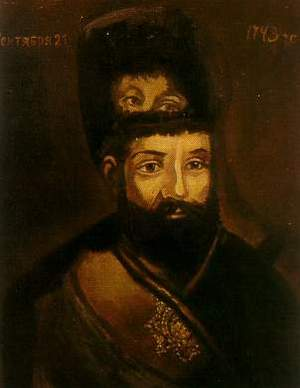
Царский портрет Пугачёва, нарисованный поверх портрета Екатерины II. Государственный исторический музей. Долгое время считался подлинным портретом Пугачёва, написанным в Бёрдах. Изучение живописных слоёв показало, что портрет Пугачёва написан в середине XIX века поверх подлинного портрета неизвестной XVIII века

Столь крупные успехи воодушевили пугачёвцев, заставили поверить в свои силы, большое впечатление победы оказали на крестьянство, казачество, усилив их приток в ряды повстанцев. Правда, в это же время 13 ноября в Оренбург сумел прорваться корпус бригадира Корфа численностью 2500 человек с 22 пушками. «Однакож, по взяти корпуса Чернышёва, было у меня дело в растройке, да и обольстясь толь важною победою, я пооплошал…»
С таким подкреплением Рейнсдорп решил на следующий же день 14 ноября произвести решительную атаку на лагерь пугачёвцев, но Пугачёв располагал к этому времени 40 орудиями и не менее 10 тысячами человек. Артиллерия восставших, постоянно маневрируя, наносила большой урон наступающим, войска стали отступать и лишь решительная контратака верных правительству яицких казаков Мартемьяна Бородина предотвратила разгром. Гарнизон Оренбурга потерял 32 человека убитыми и 93 ранеными.
Получив от Пугачёва звание полковника, во главе своего полка из заводских крестьян Хлопуша отправился на Верхнеозёрную линию укреплений, по пути присоединив ногайский отряд в 1500 человек из Жёлтого редута и 500 башкир с реки Ик. 20 ноября восставшие с хода взяли Ильинскую крепость и безуспешно два дня 22 и 23 ноября пытались взять Верхнеозёрную, которую оборонял пришедший из Сибири на смену Корфу отряд полковника Демарина. 26 ноября к Верхнеозёрной крепости прибыли Пугачёв с атаманом Твороговым, но после нескольких неудачных штурмов пугачёвцы были вынуждены отступить. В это время Ильинскую крепость занял батальон секунд-майора Заева в составе 462 человек, направленный на помощь Демарину, и Пугачёв поспешил к Ильинской, повторно взяв её 29 ноября, 200 солдат в ходе ожесточённого штурма были убиты, остальные взяты в плен и зачислены в «казаки», крепость полностью сожгли. После этого Деколонг решил отказаться от мысли пробиться к Оренбургу, а сосредоточился на защите границ Сибирской губернии.
Обстановка с продовольствием и фуражом в осаждённом Оренбурге ухудшалась и к началу января 1774 года стала критической, в городе начался голод. Узнав об отъезде Пугачёва и Овчинникова с частью войск в Яицкий городок, губернатор Рейнсдорп решился произвести 13 (24) января 1774 года вылазку к Бердской слободе для снятия осады. Но неожиданного нападения не получилось, дозорные казаки успели поднять тревогу. Оставшиеся в лагере атаманы М. Шигаев, Д. Лысов, Т. Подуров и Хлопуша вывели свои отряды к оврагу, окружавшему Бердскую слободу и служившему природным рубежом обороны. Оренбургские корпуса вынуждены были вести бой в невыгодных условиях и потерпели жестокое поражение. С большими потерями, бросая пушки, оружие, боеприпасы и амуницию, полуокружённые оренбургские войска поспешно отступили к Оренбургу под прикрытие городских стен, потеряв всего 281 человека убитым, 355 раненых и пленных, и 13 пушек со всеми снарядами к ним, много оружия, амуниции и боеприпасов. Начиная с февраля Рейнсдорп вынужден выселять из города крестьян и работных людей, башкир, калмыков, татар, даже под угрозой, что они присоединятся к мятежникам. Затем пришлось отправить из города семьи казаков.
16 февраля отряд Хлопуши взял штурмом Илецкую Защиту, перебив всех офицеров, завладев оружием, боеприпасами и провиантом и забрав с собой годных к военной службе каторжан, казаков и солдат.
Всего, по приблизительным подсчётам историков, в рядах главной пугачёвской армии под Оренбургом к концу 1773 года находилось от 25 до 40 тысяч человек, а общее число людей, вовлечённых в восстание во всех регионах доходило до 100 тысяч человек. Для управления войсками Пугачёв создал Военную коллегию, которая выполняла роль административно-военного центра и вела обширную переписку с отдалёнными районами восстания, рассылая манифесты и указы, в том числе в районы, где ещё не велись боевые действия. Кроме того, коллегия распоряжалась сбором и перераспределением денежной казны, провианта, боеприпасов и фуража, а также выполняла функцию высшей судебной инстанции. Судьями Военной коллегии были назначены А. И. Витошнов, М. Г. Шигаев, Д. Г. Скобычкин и И. А. Творогов, «думным» дьяком — И. Я. Почиталин, секретарём — М. Д. Горшков.
К написанию манифестов и указов привлекались представители тех сословий и народностей, к которым они были адресованы, что позволяло учитывать самые главные их чаяния, «затронуть самую чувствительную струнку». Для казаков — это вечная вольность и река, для старообрядцев — древние крест и молитва, для татар, калмыков, башкир и других коренных народов Урала и Поволжья — земли, леса и позволение «пребывать так как степные звери». Благодаря этому указы и манифесты Пугачёва распространялись с потрясающей быстротой. Так, указ Пугачёва от 14 октября 1773 года к башкирам Оренбургской губернии уже 23 октября переписывался в татарских поселениях Казанской губернии.
Помимо Военной коллегии при Пугачёве была заведена и «Тайная Дума», члены которой «…почасту входя к Пугачёву, в палатку никого не допуская, производят советы; а секретов их протчим слышать не можно», в состав которой вошли походный атаман А. Овчинников, дежурный Е. Давилин, полковники А. Перфильев, Ф. Чумаков, И. Творогов, Садык Сеитов от каргалинских татар и башкир Кинзя Арсланов, в качестве переводчика Идеркей Баймеков. Главным атаманам армии были присвоены имена важнейших сановников империи: Чика-Зарубин отныне именовался «графом Чернышёвым», атаман Овчинников — «графом Паниным», Максим Шигаев стал «графом Воронцовым», Фёдор Чумаков — «графом Орловым».
В сравнении с предыдущими крестьянскими восстаниями, в ходе восстания Пугачёва намного сильнее проявились элементы организации, прежде всего военной и военно-административной. Была предпринята попытка организации полноценной армии, делившейся на полки, состоявшие из казаков (яицких, илецких, оренбургских, исетских), национальных (башкирских, татарских, калмыцких), из заводских крестьян и т. д. В войске поддерживалась дисциплина, преследовалось дезертирство, проводились военные учения.

### Самара и Ставрополь
В первых числах октября с приходом армии восставших под Оренбург Пугачёв отправил отряд казаков под командованием Д. Лысова на Самарскую укреплённую линию, в руки восставших перешли крепости на реке Самаре — Переволоцкая, Новосергиевская, Тоцкая, Сорочинская, в начале ноября — Бузулукская крепость.
При первых известиях о восстании на Яике губернатор Рейнсдорп дал приказ о выдвижении к Оренбургу отряда из 300 калмыков Ставропольского войска, который возглавил Ф. И. Дербетев. На пути к Оренбургу отряд Дербетева встретился у Бузулукской крепости с казаками Лысова, в результате весь отряд перешёл на сторону восставших. Пугачёв назначил Дербетева командиром калмыцкого полка, под знамёна которого перешли калмыки из гарнизонов пограничных крепостей, взятых восставшими, а также отряд в 118 человек, высланный в середине октября из осаждённого Оренбурга для пополнения запаса сена. После пленения отряда Чернышёва 13 ноября калмыцкий полк пополнился ещё 500 калмыками из числа взятых в плен.
С начала декабря отряд атамана И. Ф. Арапова совместно с калмыцкими полками Ф. И. Дербетева заняли крепости Елшанскую, Борскую и Красносамарскую Самарской линии, 24 декабря вступили в Алексеевск, в 24 верстах от Самары. Самарский комендант с частью гарнизона бежал из города и 25 декабря 1773 (5 января 1774) года жители Самары во главе с бургомистром, духовенством и купеческим старостой вышли за городской вал навстречу отряду Арапова. В соборной церкви был отслужен молебен и оглашены указы Пугачёва. Отряд Арапова пополнился командой из 375 человек.
Дербетев распространял в селениях Ставропольского калмыцкого войска указы и воззвания Пугачёва и Военной коллегии, в результате чего его отряд быстро пополнился ещё двумя тысячами человек. Несмотря на поражения от правительственных войск в Самаре 29 декабря 1773 года и под Алексеевском в начале января 1774 года, полк Дербетева не прекратил активных боевых действий в Ставропольском уезде и 20 января его отряды взяли Ставрополь. Взяв в плен 249 солдат гарнизона и пополнив обоз пушками, ружьями, боеприпасами, порохом и провиантом, Дербетев оставил город, казнив предварительно всех захваченных представителей военных и гражданских властей. Но вскоре все трофеи были потеряны в результате боя с 22-й лёгкой полевой командой под командованием подполковника Гринёва, 120 человек из числа мятежных калмыков были убиты, 40 — взяты в плен. Дербетев принял решение пробиваться в район действия главной пугачёвской армии, вслед за его отрядом тронулись с места и 2 тысячи кибиток ставропольских калмыков.

### Восстание в Башкирии. Осада Уфы и Кунгура
С момента прихода армии Пугачёва под Оренбург в начале октября 1773 года началось массовое присоединение к восстанию башкир, мишарей, служилых татар. Башкирский старшина Кинзя Арсланов, присоединившийся к армии Пугачёва 9 октября с отрядом в 300 башкир и вошедший в пугачёвскую Тайную думу, отправил послания к старшинам и рядовым башкирам, в которых уверял, что Пугачёв оказывает всяческую поддержку их нуждам. 12 октября старшина Каскын Самаров взял Воскресенский медеплавильный завод и во главе отряда башкир и заводских крестьян из 600 человек с 4 пушками прибыл в Берды. Почти полностью на сторону восставших переходят конные национальные отряды, изначально входившие в правительственные войска. Казанский губернатор Брандт, генерал Фрейман, исетский воевода Верёвкин и другие докладывают, что собранные ими отряды из тысяч башкир, мишарей, татар и местных казаков «бежали в злодейскую толпу». Так, в ноябре 1773 года, в составе крупного отряда башкир и мишарей, изначально входившего в состав экспедиции Кара, на сторону Пугачёва перешёл Салават Юлаев.
Если поначалу многие башкирские старшины сохраняли осторожность и нейтралитет, то с поражением экспедиции Кара на сторону восставших практически полностью переходит население всех четырёх дорог Башкирии — Казанской, Ногайской, Сибирской и Осинской, по подсчётам оренбургских властей к Пугачёву перешли 77 башкирских старшин и 37 мишарских и ясашных (черемисов и удмуртов), и лишь 12 старшин остались верны правительству. Башкиры, терявшие земельные и лесные угодья в ходе колонизации Урала, в первую очередь спешили уничтожить поставленные на их землях заводы и находящиеся при них деревни заводских крестьян. В Берды пошёл поток жалоб, что «разорены многие жительства, которые царю усердно покорились, …и людей до основания разорили, из коих де много годных есть в службу…»
С середины ноября под контролем восставших башкир оказались большинство деревень вокруг Уфы, что привело к фактической блокаде города. Вместе с Каранаем Муратовым и другими башкирскими старшинами Каскын Самаров захватил Стерлитамак и Табынск, с 24 ноября отряды пугачёвцев осадили Уфу, гарнизон которой насчитывал 1120 человек и 43 орудия. 30 ноября осаждённым был передан «государев указ», в котором говорилось, что при условии выдачи коменданта города Мясоедова и воеводы Борисова, и прочих дворян горожанам будет «даровано прощение». Однако в добровольной сдаче города восставшим отказали. Единства среди восставших не было, башкирскими отрядами командовал Каскын Самаров, русские отряды — под командованием уфимского казака атамана Ивана Губанова.
С 14 декабря под Уфу прибыл атаман Чика-Зарубин, превративший деревню Чесноковку под Уфой во второй мощный центр восставших наряду с Бёрдами, координировавший боевые действия в Приуралье, на Урале и в Западной Сибири. Помимо руководства осадой Уфы, перед Зарубиным остро стояла задача справиться с межнациональными трениями и объединить башкирские, татарские и прочие национальные отряды с казачьими и крестьянскими под единым командованием. Проявив одновременно решительность и большую гибкость, Зарубин сумел заручиться доверием и безоговорочным подчинением местных атаманов и старшин, став «полным хозяином Башкирии». Башкирские старшины рассылают по волостям указы «графа Чернышёва» о призыве по одному «годному и достойному» всаднику от каждых трёх дворов. В Уфимской провинции в мятеже приняло участие более 14 тысяч башкирских дворов или 99,6 % процента от имевшихся. В армию Зарубина привлечены добровольно и по рекрутскому набору отряды крепостных и экономических крестьян, заводские крестьяне Воскресенского, Верхотурского, Катавского, Усть-Катавского, Симского, Белорецкого, Богоявленского и прочих заводов, табынские и нагайбацкие казаки.
23 декабря 1773 (3 января 1774) года Зарубин во главе 10-тысячного отряда с 15 пушками начал штурм города, однако после восьмичасового боя был отбит пушечным огнём и энергичными контратаками гарнизона. В Уфе назревал голод, несмотря на осаду гарнизон осуществлял успешные вылазки с целью пополнить запасы продовольствия и топлива. В то же время участились случаи бегства горожан, перехода на сторону восставших.
25 января (5 февраля) 1774 года пугачёвцы предприняли второй штурм Уфы, Зарубин атаковал город с юго-запада, с левого берега реки Белой, а атаман Губанов — с востока. Поначалу отряды имели успех и даже овладели главной орудийной батареей города, Усольской сопкой, и заняли часть Сибирской улицы, но там их наступательный порыв был остановлен картечным огнём защитников. Стянув к местам прорыва все наличные силы, гарнизон выбил из города сначала Зарубина, а затем и Губанова.
С декабря 1773 года к восстанию присоединились башкиры Осинской волости Пермской провинции. В городке Оса местный староста с единомышленниками отправили делегацию в башкирский отряд Абдея Абдулова «объявить повиновение». Осинская земская изба развернула активную агитацию в волости, собирала налоги в казну «государя», приводила к присяге дворцовых и экономических крестьян, поставляла в войска провиант и фураж. В отряды пугачёвцев вступают крестьяне и пахотные солдаты, приписные Рождественского, Аннинского, Уинского, Югокамского, Иргинского, Юговского Осокина, Нытвенского заводов. 4, 5, 9 января 1774 года башкирский отряд Батыркая Иткинова предпринял попытки штурма Кунгура, важного административного центра Западного Урала, отбитые артиллерией гарнизона, после чего отряд вернулся в окрестности реки Тулвы.
В январе 1774 года казаки Красноуфимской крепости связались с действующими в окрестностях башкирскими отрядами, получив от них «царские» указы и манифесты. 9 января, связав воеводу Бахматова, казаки впустили в крепость отряд Ильчигула Иткулова, 12 января в Красноуфимскую вступил прибывший из Бёрд отряд Салавата Юлаева. 19 января отряд Салавата и отряд казаков атамана Ивана Кузнецова, табынского казака, направленного атаманом Зарубиным-Чикой из-под Уфы в звании «главного предводителя российского и азиатского войска», прибыли под Кунгур. Кузнецов собрал под единым командованием отряды Гаврилы Ситникова, Ивана Васева, Канзафара Усаева, Иткулова и другие, всего около 3500 человек. В ходе ожесточённого штурма Кунгура 23 января восставшие открыли «пушечную, а потом и оружейную сильную стрельбу», пока не расстреляли все боеприпасы без видимого успеха. Салават был тяжело ранен. На следующий день в город прошёл правительственный отряд премьер-майора Гагрина в 300 человек и Кузнецов отправился в Чесноковку просить подкрепление. 30 января Гагрин атаковал повстанцев в селе Орда, и несмотря на ожесточённое сопротивление, полностью разбил их.
На Севере Уфимской провинции тоже было неспокойно. 4 июля поутру повстанцы атаковали пригородок Бирск. Разгромив отряд майора Фонтувэ восставшие взяли город.
С декабря 1773 года в Нагайбакскую (Нагайбацкую) крепость с полномочиями атамана для руководства повстанческими отрядами в этом районе был направлен Василий Торнов (Персиянинов), собравший под своим руководством более 400 местных казаков, татар, башкир. 8 февраля 1774 года Нагайбацкая крепость была отбита у восставших правительственным отрядом, но высланный Чикой-Зарубиным на подмогу отряд яицкого атамана Ильи Ульянова 19 февраля вновь захватил крепость, захватив в плен 70 солдат. Приказав Торнову организовать форпосты для наблюдения за продвижением правительственных войск, Ульянов занял в качестве базы для своего тысячного отряда крепость Бакалы.

### Осада городовой крепости Яицкого городка

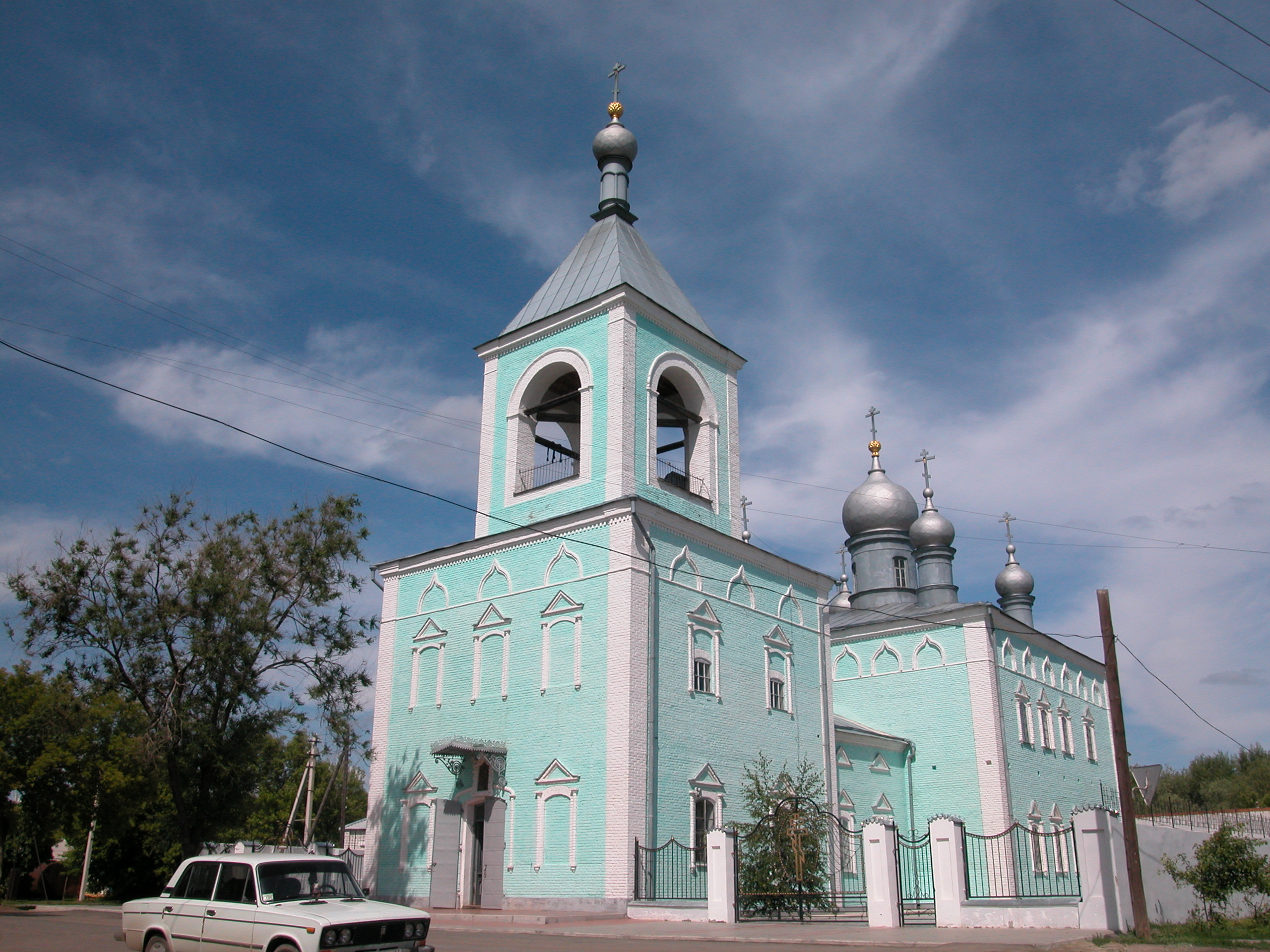
Михайло-Архангельский собор в Уральске

В декабре 1773 Пугачёв отправил атамана Михаила Толкачёва со своими указами к правителям казахского Младшего жуза Нурали-хану и Дусалы-султану с призывом присоединиться к его армии, но хан решил выждать развития событий. Сказывались сильное взаимное недоверие, сложные взаимоотношения и долгие годы междоусобной вражды между казаками, башкирами, калмыками и казахским населением. Ханы и султаны Младшего и Среднего казахских жузов отправляли заверения в верности и в ставку Пугачёва, и Екатерине II. Дусалы-султан отправил к Пугачёву своего сына Сейдали с отрядом в 200 джигитов, который принял участие в осаде Оренбурга, в боевых действиях отрядов Пугачёва участвовали и другие группы казахов. Одновременно с этим участились случаи набегов и нападений на пограничные поселения, крепости и форпосты, включая те из них, что находились под контролем пугачёвцев.
На обратном пути из ставки хана Толкачёв захватил крепости Кулагину и Калмыкову и направился к Яицкому городку, собирая в попутных крепостях и форпостах казаков, пушки и боеприпасы. 30 декабря Толкачёв у Яицкого городка разбил и захватил в плен высланную против него казачью команду старшины Мостовщикова и вечером того же дня он занял старинный район города — Курени. Большая часть казаков приветствовала товарищей и вступила в отряд Толкачёва, казаки старшинской стороны и солдаты правительственного гарнизона, всего 927 человек во главе с подполковником Симоновым и капитаном Крыловым, заперлись в «ретраншменте» — крепости Михайло-Архангельского собора, сам собор являлся её главной цитаделью. В подвале колокольни хранился порох, а на верхних ярусах были установлены пушки и стрелки. Взять крепость с ходу не удалось. В ходе начавшейся осады казаки использовали в качестве укрытия ближайшие к крепости избы, а после того, как в ходе боёв они были сожжены, крепость окружили высоким валом из брёвен, в котором проделали бойницы.

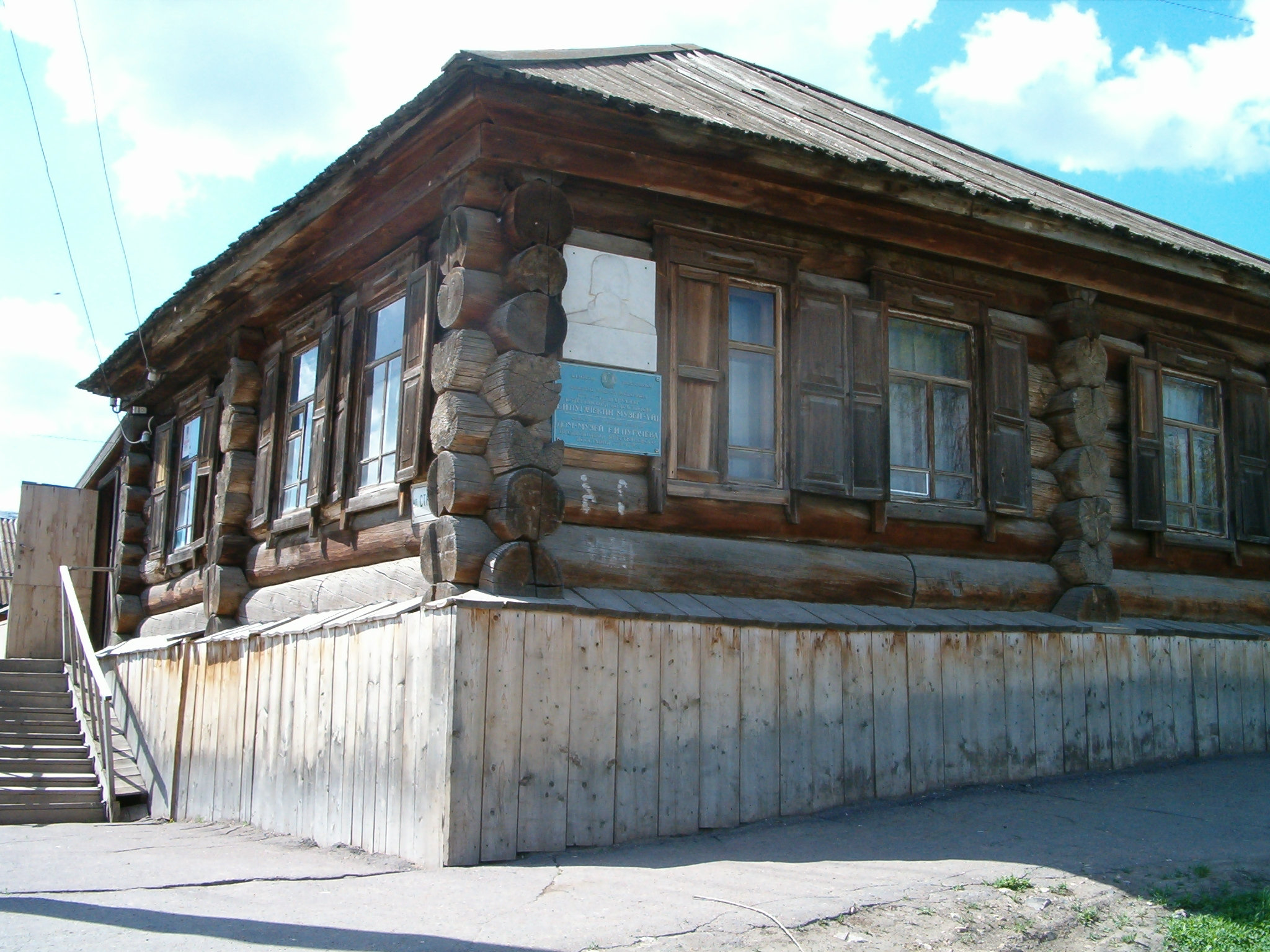
Дом «царёва тестя» казака Кузнецова — ныне музей Пугачёва в Уральске

В январе 1774 года атаман Овчинников возглавил поход в низовья Яика, к Гурьеву городку, штурмом овладел его кремлём и пополнил отряд местными казаками, приведя их в Яицкий городок. В это же время в Яицкий городок прибыл и сам Пугачёв. Он взял на себя руководство затянувшейся осадой городовой крепости, предложив заложить мину под крепостной вал. Подкоп был начат 7 января 1774 года командой из 150 чернорабочих и 11 человек плотников под руководством Якова Кубаря, по чьим словам: «При начале (подкопа) Пугачёв был сам и, как оную работу производить, показывал сам же и в день и ночь прихаживал осматривать оную работу». 20 января произвели подрыв мины, но ожидаемых разрушений он не принёс. Начавшийся вслед за взрывом штурм крепости был отбит с большими потерями для нападавшей стороны (около 400 убитых). К этому времени в Яицкий городок дошли сведения о вылазке гарнизона Оренбурга 13 января и Пугачёв вернулся к основному войску в Берды, предварительно приказав начать второй подкоп, чтобы заложить мину под колокольню Михайло-Архангельского собора, в погребе которой хранился порох.
В конце января Пугачёв вернулся в Яицкий городок, где был проведён войсковой круг, на котором войсковым атаманом был выбран Н. А. Каргин, старшинами — А. П. Перфильев и И. А. Фофанов. Тогда же казаки, желая окончательно породнить царя с войском, женили его на юной казачке Устинье Кузнецовой.
19 февраля взрывом мины колокольня Михайловского собора была разрушена, но накануне защитники крепости были предупреждены о подкопе и успели вынести весь порох. Ожесточённый штурм вновь не принёс успеха восставшим. Тем не менее в результате взрыва и обрушения колокольни, а также в ходе боя гарнизон ретраншмента потерял 42 человека убитыми и 13 — ранеными, среди которых был и комендант Симонов, получивший тяжёлую контузию.
В конце февраля Пугачёв получил известия о приближении к Оренбургу корпусов Мансурова и Голицына и убыл в Берды с отрядом из 500 казаков. 9 марта Симонов решился произвести вылазку. Рано утром отряд из 250 солдат атаковал мятежных казаков, но не смог прорваться через завалы из брёвен и отступил, потеряв убитыми 32 человека и 74 ранеными, из которых 20 скончались позднее. Для осаждённых потери были критическими, но и ослабленная уходом под Оренбург большого количества казаков мятежная сторона также не могла воспользоваться результатами боя.

### Восстание в Казанской губернии и Прикамье
Известия о начавшемся восстании и первые указы и манифесты «царя Петра Фёдоровича» дошли до селений Казанской губернии уже в конце сентября 1773 года. С начала октября по распоряжениям казанского губернатора Брандта начался набор служивых татар, башкир и мишарей в отряды, предназначенные для борьбы с мятежниками, но результаты набора оказались прямо противоположными ожидаемым. Отряд из 800 конных служивых татар, включённый в состав корпуса Кара, сбежал ещё на подходе к деревне Юзеевой, где авангард Кара принял бой с пугачёвцами, переход на сторону восставших продолжался и в ходе боёв, внося расстройство и смятение в ряды правительственных войск. После поражения у Юзеевой Кар докладывал: «Как я представлял о ненадёжности сих народов, так и пошло открываться, ибо 1000 человек конных, не видя себе никакого притеснения, подались в открытой степи безо всякого сопротивления. Почему я теперь… мещеряцкие и башкирские команды вынужден иметь за собой, а сам с пехотой их прикрываю». Отступление корпуса Кара произвело удручающее впечатление на правительственную сторону и привело к массовым волнениям крепостных и ясачных крестьян в Прикамье. Войска Кара заняли основные города по границе Казанской губернии до Бузулукской крепости: генерал Фрейман в Бугульме, секунд-майоры — Юсуп Тевкелев в Акбаше, Шишкин в деревне Резяпкино. Но организовать сплошную оборонительную линию не удалось, гарнизоны оказались в осаде, так как на юге губернии с начала ноября действовало уже до 10 повстанческих отрядов общей численностью до 15 тысяч человек.
Один из самых больших отрядов под командованием Мясогута Гумерова действовал на Арской дороге под самой Казанью, взяв под свой контроль Бемышевский, Пыжманский и Таишевский медеплавильные заводы. В окрестностях Бугульмы действовали отряды под командой Мусы Мустафина, Аита Уразметова, крещённых татар Осипа Енгалычёва и Гавриила Давыдова, депутата Уложенной комиссии. С декабря в осаде отрядами Караная Муратова оказался и центр Восточного Закамья город Мензелинск. 23, 26 декабря правительственный гарнизон отбил два ожесточённых штурма, 12 января 1774 года в ходе вылазки войска гарнизона сумели рассеять отряды восставших, но это не помогло снять осады с города вплоть до марта. В Западном Закамье оплотом правительства была крепость Заинск, но отрядам восставших удалось склонить значительное число горожан на свою сторону, и 15 января Заинск был взят отрядами Нагайбака Асянова и Аренкула Ассеева без кровопролития. Население другого крупного поселения — Билярска — составляли поселенцы из отставных военных, сумевшие дать отпор отрядам пугачёвцев. Не удалось захватить восставшим и Елабугу, гарнизон которой, вовремя подкреплённый из Казани, выдержал несколько штурмов в январе 1774 года.
В конце декабря 1773 года отряды татар, удмуртов и башкир под командованием Кудашева и Носкова направились к Ижевскому и Воткинскому заводам, которые были взяты 1 и 10 января 1774 года. Мастеровые и работные с заводов были распущены по домам, часть примкнули к восставшим, захваченные деньги, пушки, а также заводские лошади были отправлены в «стан графа Чернышёва» в Чесноковку.

### Восстание на Урале и в Западной Сибири
Участвовавший во взятии Стерлитамака и Табынска атаман Иван Грязнов, собрав отряд из заводских крестьян, захватил заводы на реке Белой (Воскресенский, Архангельский, Богоявленский заводы). Пугачёв произвёл его в полковники и отправил в Исетскую провинцию. К этому времени там уже действовал отряд Ивана Кузнецова (отправленный позднее в район Кунгура), взявший под контроль Саткинский и Златоустовский заводы, и отряды башкир на юго-западе провинции, один из которых возглавлял депутат Уложенной комиссии старшина Базаргул Юнаев. Прибыв на Саткинский завод, Грязнов пополнил отряд людьми, заняв затем успешно Кундравинскую, Увельскую и Варламову слободы, Чебаркульскую крепость, и к январю подошёл к Челябинску.
2 (13) января 1774 года приписные крестьяне демидовских Кыштымских заводов, получив копии пугачёвских манифестов от восставших на Саткинском и Златоустовском заводах, убедили «выписных казаков» направленного на охрану завода отряда секунд-майора Чубарова присоединиться к ним и повязали всех офицеров отряда. В тот же день присоединились к восставшим и крестьяне Каслинского завода. Из крестьян и работных заводов был сформирован отряд в 400 человек при двух пушках, отправленный на помощь Грязнову.
В начале января челябинские казаки подняли мятеж в городе в надежде на помощь атамана Грязнова, но были разбиты городским гарнизоном. 10 января Грязнов неудачно попытался взять Челябинск штурмом, а 13 января в Челябинск вступил подошедший из Сибири двухтысячный корпус генерала И. А. Деколонга. В течение всего января разворачивались бои на подступах к городу, и 8 (19) февраля Деколонг принял за лучшее оставить город пугачёвцам. В течение января-февраля в окрестностях Челябинска отрядами Грязнова и Туманова контролировались крепости Уйская, Коельская, Кичигинская, Еткульская, Еманжелинская, Миасская и Санарская, а также почти все слободы с приписанными к ним деревнями и сёлами. К восставшим присоединились Верхний и Нижний Сергинские, Уфалейский, Суховязский, Нязепетровский, Азяш-Уфимский заводы. На востоке провинции началась осада отрядом Михаила Ражева укреплённого Далматовского монастыря. Шадринский уезд был полностью под контролем восставших местных крестьян, осадивших уездный центр Шадринск, восстание распространилось и на Окуневский, Исетский и Куртамышский дистрикты.
В январе 1774 года отряды пугачёвцев под командованием Ивана Белобородова подошли к Екатеринбургу, по пути овладев Ачитской крепостью и Суксунским, Бисертским и Ревдинским заводами. 18 января отряд Белобородова занял Билимбаевский завод и 19 января 1774 года в качестве основной базы своих действий захватил демидовские Шайтанские заводы. К этому времени все заводы севернее Екатеринбурга были переведены властями на осадное положение, заводские крестьяне и мастеровые были мобилизованы для их обороны. Правительственные войска предприняли попытку отбить Шайтанские заводы, но обе атаки — отряда капитана Ерапольского 20—21 января, а затем 22 января — отряда поручика Костина, были успешно отражены Белобородовым. 29 января на сторону восставших перешёл казённый Уткинский завод. А 1 февраля отряд Белобородова осадил один из крупнейших уральских металлургических заводов — демидовский Уткинский завод. Завод был обнесён валом и стеной, под защитой которых оборонялся правительственный отряд в 1000 человек при 15 пушках. Восставшие взяли завод лишь 11 февраля после ожесточённых боёв. Всего под контроль повстанцев перешло 20 заводов Екатеринбургского горного ведомства.
До конца 1773 года в зону контроля восставших попала половина уральских металлургических заводов и рудников, снабдивших армию Пугачёва 118 пушками, а также ядрами и картечью к ним, ружьями, большим количеством денег — примерно 170 000 рублей, провизией, фуражом и домашним скотом. Более 6 тысяч заводских крестьян пополнили отряды восставших. В свою очередь пугачёвцами уничтожены долговые записи и обязательства на сумму свыше 226 000 рублей.
В январе и феврале 1774 года началось присоединение к восстанию населения западных районов Сибирской губернии. Представители местных крестьян связывались с атаманами Чикой-Зарубиным и Грязновым, получая от них копии пугачёвских манифестов, а также некоторую помощь в людях и вооружении. С приходом в феврале на территорию Ялуторовского дистрикта отряда Ивана Иликаева из 300 ичкинских татар, мещеряков, башкир и исетских казаков и крестьян, были взяты под контроль восставших Утяцкая слобода и Курганская слобода, повстанцы направились к Иковской слободе, в которой в это время взбунтовались мобилизованные в правительственный отряд капитана Смолянинова местные крестьяне — «выписные казаки». Они сумели захватить пушки, окружили солдат и пленили офицеров. Их примеру последовали «выписные казаки» отряда майора Салманова в Кизацкой слободе. На сторону восставших перешли Белозерская и Тебеняцкая слободы. Тем временем из Исетской провинции пришёл ещё один отряд в 800 человек под командой Ивана Ковалевского. С присоединением к пугачёвцам жителей Марайской и Усть-Суерской слобод весь Ялуторовский дистрикт перешёл в руки восставших. Начались восстания также в селениях Краснослободского дистрикта, Верхотурского, Туринского уездов. Крестьяне разбивали соляные и винные склады, грабили дома и имущество чиновников и офицеров, во главе селений были назначены смотрители и атаманы из числа восставших.

## Военные поражения и расширение района Крестьянской войны

### Экспедиция Бибикова
Когда до Петербурга дошли известия о разгроме экспедиции В. А. Кара и самовольном отъезде самого Кара в Москву, Екатерина II указом от 27 ноября назначила новым командующим генерал-аншефа А. И. Бибикова. В состав нового карательного корпуса вошли 10 кавалерийских и пехотных полков, а также 4 лёгких полевых команды, спешно направленных с западных и северо-западных границ империи к Казани и Самаре, а кроме них — все гарнизоны и воинские части, находящиеся в зоне восстания, и остатки корпуса Кара. 25 декабря 1773 года Бибиков прибыл в Казань, куда в течение января 1774 года были собраны Владимирский, 2-й гренадерский, Изюмский, Архангелогородский и Томский полки, 24-я лёгкая полевая команда в Сызрань, 22-я, 23-я и 25-я в Симбирск, Бахмутский гусарский полк в Саратов. Уже 29 декабря возглавляемая майором К. И. Муфелем 24-я лёгкая полевая команда отбила Самару. Арапов отступил к Алексеевску, но 9 января был выбит и оттуда. По приказу Бибикова из четырёх лёгких полевых команд и бахмутских гусар был образован корпус под командованием генерала П. Д. Мансурова, который был должен двигаться к Оренбургу вдоль Самарской линии. Остальные войска, собранные под командованием генерала П. М. Голицына, должны были соединиться с отрядом Фреймана в Бугульме и двигаться к Бугуруслану, но их продвижение было замедлено глубокими снегами и боями с татарскими и башкирскими отрядами, устраивавшими завалы на лесных дорогах.
14 февраля корпус Мансурова отбил у Арапова Бузулукскую крепость, корпус Голицына 27 февраля добрался до Бугуруслана. В это время Овчинников из Яицкого городка и Пугачёв из Берды собрались в Сорочинской крепости и 6 марта атаковали авангард корпуса Голицына, расположившийся на ночлег в деревне Пронкиной. Неожиданная атака едва не закончилась разгромом для правительственного отряда, в бою погиб его командир майор Елагин, но оставшиеся офицеры сумели собрать солдат и переломили ход боя, потеряв 100 человек, пугачёвцы вернулись в Сорочинскую.
После совещания Пугачёв и Овчинников решили отвести главные силы от Оренбурга и сосредоточить их в Татищевой крепости. Вместо сгоревших стен был выстроен ледяной вал, собрана вся наличная артиллерия. По разным сведениям в Татищевой были собраны от 7 до 9 тысяч восставших и не менее 30 пушек. Вскоре к крепости подошли соединившиеся в Сорочинской корпуса Мансурова и Голицына в составе 6500 человек и 25 пушек. Сражение состоялось 22 марта (2 апреля) 1774 года и было крайне ожесточённым. Князь Голицын в своём рапорте А. Бибикову писал: «Дело столь важно было, что я не ожидал такой дерзости и распоряжения в таковых непросвещённых людях в военном ремесле, как есть сии побеждённые бунтовщики». Делая вылазки, казаки конными атаками и пушечным огнём неоднократно расстраивали ряды наступающих, так что генералам Голицыну, Мансурову и Фрейману пришлось лично с обнажёнными шпагами вести солдат на приступ. Когда бахмутские гусары и чугуевские казаки зашли с тыла обороняющихся и положение стало безнадёжным, Пугачёв принял решение вернуться в Берды. Отход его остался прикрывать казачий полк атамана Овчинникова. Он стойко оборонялся, пока не кончились пушечные заряды, а потом с тремя сотнями казаков сумел прорваться через окружившие крепость войска и отошёл к Нижнеозёрной крепости. Это было первое крупное поражение восставших, Пугачёв потерял около 2 тысяч человек убитыми, 4 тысячи ранеными и пленными, всю артиллерию и обоз. Екатерина II, получив донесение о победе, произвела Бибикова в подполковники лейб-гвардии, Мансуров и Фрейман были награждены орденами Св. Анны, Голицын пожалован имением в Могилёвской губернии.

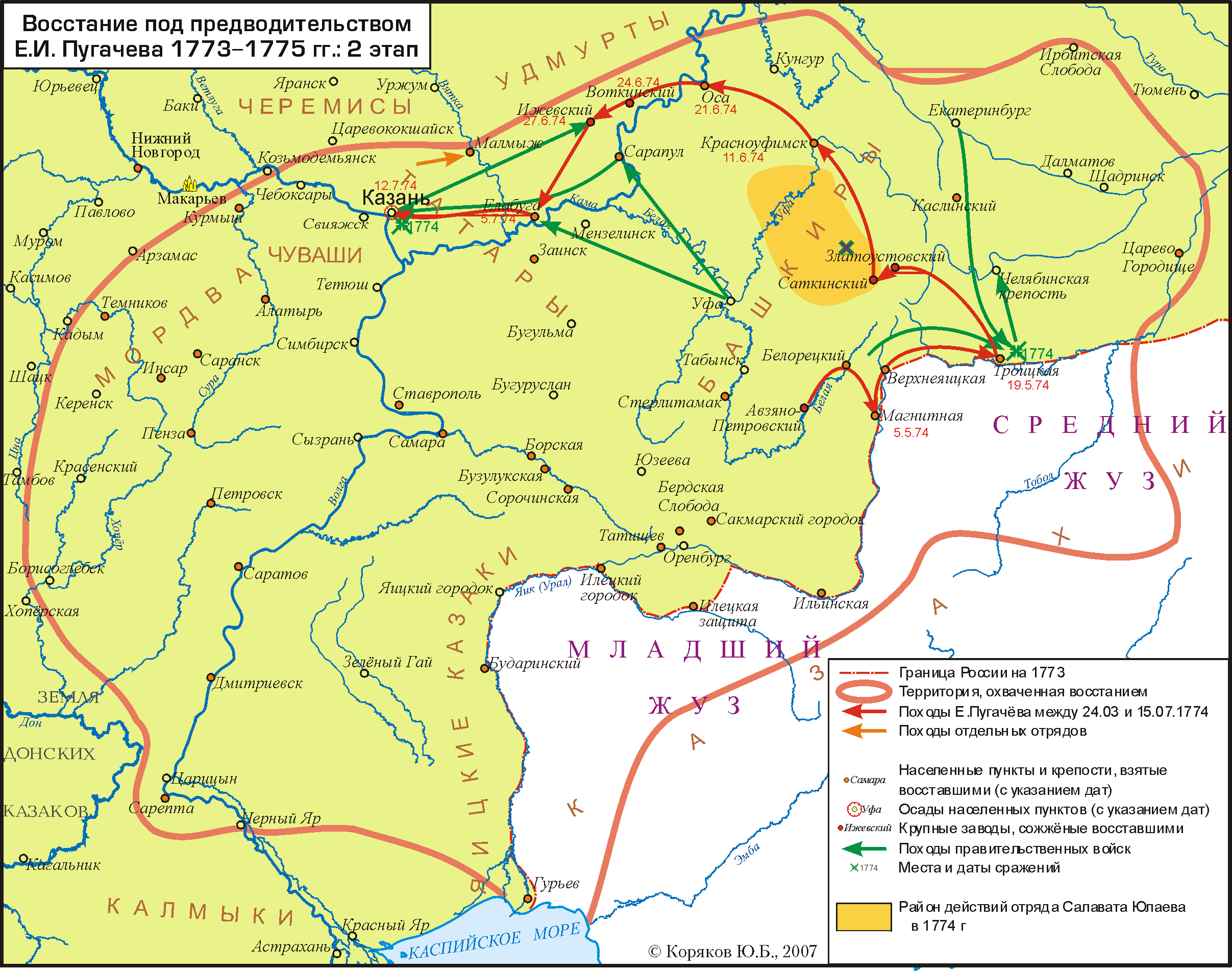
Карта второго этапа Крестьянской войны

Для усмирения Башкирии и снятия осады с Уфы Бибиков сформировал отряд под командованием генерала Ларионова из Томского, Архангелогородского карабинерного, Изюмского гусарского полков и отряда казанского дворянского ополчения. 6 марта была отбита у восставших Нагайбацкая крепость, 8 марта Стерлитамакская пристань, 13 марта разбит отряд Ильи Ульянова в деревне Бакалы. Бибиков требовал скорейшего продвижения к Уфе, но Ларионов медлил.
В это время Санкт-Петербургский карабинерный полк под командованием И. Михельсона, расквартированный до этого в Польше и направленный на подавление восстания, прибыл 2 марта 1774 в Казань и, усиленный кавалерийскими частями, с ходу был направлен на подавление восстания. Бибиков приказал Михельсону сменить Ларионова и возглавить объединённый правительственный корпус в Башкирии. 24 марта (4 апреля) 1774 года в ожесточённом бою у села Чесноковки Михельсон разгромил войска под командованием Чики-Зарубина, а два дня спустя Зарубин, Губанов, Ульянов были пленены в Табынске.
Вступив в Уфу, подавить восстание башкир в целом Михельсону не удалось, так как башкиры перешли к партизанской тактике. «Господин подполковник со всем дешатаментом в Чесноковке остановился, где к нему с раскаянием множество людей разнаго звания, прося помилования, приходят, кроме остервенившихся башкирцев, которыя и по разбитии в плен почти живой не один не отдавался, а некоторыя, лишены будучи оружия, вынимали ножи из карманов и резали ловящих, а найденные в сенах и под полами, видя себя открытых, выскакивали с копьями и ножами, чиня сопротивление».
Разбивший пугачёвцев под Кунгуром, майор Гагрин 19 февраля овладел Красноуфимской крепостью, затем Ачитской крепостью и направился к Екатеринбургу. Но взятие крепостей не значило победы над башкирами. Оставленный Гагриным отряд подполковника Попова весь март метался между Кунгуром, Красноуфимском и Ачитской крепостью за отрядами Салавата Юлаева и других башкирских старшин, рассеивал их, чтобы узнать, что они вновь собрались в новых местах.
Тем временем отряд Гагрина 26 февраля осадил отряд из 700 восставших на Уткинском заводе и выбил их оттуда. Белобородов поспешил к ним на помощь, атаковал войска Гагрина, но был разбит и отошёл на Каслинский завод, 12 марта был вновь разбит и отступил к Саткинскому заводу. Большая часть заводов в окрестностях Екатеринбурга были возвращены под правительственный контроль.
19 февраля из Сибири в Шадринск подошёл отряд майора Жолобова, 23 февраля в город вступили три лёгкие полевые команды под командованием Деколонга. 9 марта правительственный отряд разбил 7-тысячный отряд повстанцев у слободы Уксянской, 14 марта была снята осада с Далматова монастыря. Одну 13-ю лёгкую полевую команду премьер-майора Эртмана Деколонг отправил в Ялуторовский дистрикт, где 6 марта у Усть-Суерской слободы ими была одержана победа над отрядом атамана Ковалевского, в ожесточённом трёхдневном бою 19—21 марта — над отрядами Новгородова и Иликаева у слободы Иковской, 24 марта возвращена под правительственный контроль Курганская слобода.
Оставив бригаду Мансурова в Татищевой крепости, Голицын 29 марта вступил в Оренбург, в то время как Пугачёв попытался пробиться к Яицкому городку, но встретив вблизи Переволоцкой крепости правительственные войска, вынужден был повернуть к Сакмарскому городку, где в бою 1 (12) апреля восставшие вновь потерпели поражение. В плен попали свыше 2800 человек, в том числе Максим Шигаев, Андрей Витошнов, Тимофей Подуров, Иван Почиталин и другие. Сам Пугачёв, оторвавшись от неприятельской погони, бежал с несколькими сотнями казаков к Пречистенской крепости, а оттуда ушёл за излучину реки Белой, в горнозаводской край Южного Урала, где восставшие имели надёжную поддержку.
В начале апреля бригада П. Д. Мансурова, подкреплённая Изюмским гусарским полком и казачьим отрядом яицкого старшины М. М. Бородина, направилась к Яицкому городку. Были взяты у пугачёвцев крепости Нижнеозёрная и Рассыпная, Илецкий городок, 12 апреля было нанесено поражение казакам-повстанцам у Иртецкого форпоста. Стремясь остановить продвижение карателей к своему родному Яицкому городку, казаки во главе с А. А. Овчинниковым, А. П. Перфильевым и К. И. Дехтяревым решили выступить навстречу Мансурову. Встреча произошла 15 апреля в 50 верстах восточнее Яицкого городка, у реки Быковки. Ввязавшись в бой, казаки не смогли противостоять регулярным войскам и начали отступление, постепенно перешедшее в паническое бегство. Преследуемые гусарами, казаки отступили к Рубёжному форпосту, потеряв из шестисот более сотни человек убитыми, среди которых оказался и Дехтярев. Собрав оставшихся людей, атаман Овчинников глухими степями повёл отряд к Южному Уралу на соединение с войсками Пугачёва.
Вечером 15 апреля в Яицком городке узнали о разгроме у Быковки, группа казаков, желая выслужиться перед карателями, повязала и выдала Симонову атаманов Каргина и Толкачёва. Мансуров вступил в Яицкий городок 16 апреля, окончательно освободив городовую крепость, осаждённую с 30 декабря 1773 года. Бежавшие из городка в степь мятежные казаки не смогли пробиться к основному району восстания. В мае-июле 1774 года команды бригады Мансурова и казаки старшинской стороны искали и громили в прияицкой степи, вблизи рек Узеней и Иргиза, повстанческие отряды Ф. И. Дербетева, С. Л. Речкина, И. А. Фофанова.
В начале апреля подошедший со стороны Екатеринбурга корпус секунд-майора Гагрина нанёс поражение находившемуся в Челябинске отряду Туманова. А 1 мая командой подполковника Д. Кандаурова, подошедшей из Астрахани, был отбит у мятежников Гурьев городок.
9 (20) апреля 1774 года скончался командующий военными операциями против Пугачёва А. И. Бибиков. Командование войсками после него Екатерина II поручила генерал-поручику Ф. Ф. Щербатову, как старшему по званию. Обиженный на то, что на пост командующего войсками назначили не его, разослав небольшие команды по ближайшим крепостям и деревням для проведения следствия и наказаний, генерал Голицын с основными силами своего корпуса на три месяца задержался в Оренбурге. Интриги между генералами дали Пугачёву столь нужную передышку, он успел собрать на Южном Урале рассеянные мелкие отряды. Приостановили преследование и наступившие весенняя распутица и паводки на реках, ставшие непроходимыми дороги.

### Новый подъём восстания

Уральский рудник. Картина демидовского крепостного художника В. П. Худоярова

После поражения у Сакмарского городка Пугачёв с остатками главной своей армии 4 апреля 1774 года прибыл на казённый Вознесенский завод, затем 7 апреля на Авзяно-Петровские заводы, где задержался до 12 апреля. Пополнив отряд заводскими крестьянами, продовольствием и деньгами, Пугачёв отправился далее вверх по течению реки Белой к Белорецкому заводу. В это время южно-уральские заводы стали убежищем и для остальных разбитых отрядов восставших — Саткинский для Белобородова, Кыштымские и Каслинский — для Грязнова и Туманова, под контролем восставших были Воскресенский, Троицкие и ряд других заводов. Пугачёв рассылал гонцов с требованиями всем отрядам выдвигаться на соединение с ним. Но начавшееся половодье препятствовало и передвижениям восставших, на Белорецком заводе Пугачёву пришлось пробыть до 2 мая.
По разным данным, к восстанию полностью присоединились 64 из 129 существовавших на Урале заводов, численность приписанных к ним крестьян составляла 40 тысяч человек. Главный следователь на Урале капитан С. И. Маврин сообщал, что приписные крестьяне, которых он считал ведущей силой восстания, снабжали самозванца оружием и вступали в его отряды, потому что заводчики угнетали своих приписных, вынуждая крестьян преодолевать длинные расстояния до заводов, не разрешали им заниматься землепашеством и продавали им продукты по завышенным ценам. Маврин считал, что для предотвращения в будущем подобных волнений необходимо принять решительные меры. Екатерина писала Г. A. Потёмкину, что Маврин «об заводских крестьян что говорит, то все весьма основательно, и думаю, что с сими иного делать нечего, как купить заводы и, когда будут казённые, тогда мужиков облехчить». 19 мая 1779 года был издан манифест об общих правилах использования приписных крестьян на казённых и партикулярных предприятиях, который несколько ограничивал заводчиков в использовании приписанных к заводам крестьян, ограничивал рабочий день и увеличивал оплату труда.
Если на первом этапе восстания Пугачёв и его атаманы старались удерживать башкир и крестьян от разрушения заводов, то отныне после покидания каждого очередного завода практически все они выжигались дотла либо самими приписными, либо, в подавляющем большинстве, башкирскими отрядами. При этом население заводов либо уходило вслед за пугачёвцами, а при уничтожении заводов башкирскими отрядами часто люди были в лучшем случае пленены, а в худшем убиты. В ряде случаев заводские крестьяне давали отпор башкирам и сумели отстоять свои заводы. Так, в течение мая трижды отстояли свой завод от сожжения крестьяне Воскресенского завода, но в июне после 6-дневной осады завод и селения был выжжены отрядом Каскына Самарова, а крестьян башкиры «развели по своим селениям». Тогда же, в июне 1774 года, отряд Юлая Азналина и Салавата Юлаева сжёг Усть-Катавский и Юрюзанский заводы и деревни при них вместе с людьми, но не смог захватить обороняемый заводским населением Катавский завод.
Утром 5 мая отряд Пугачёва, в котором насчитывалось уже около 5 тысяч человек, подошёл к Магнитной крепости. К этому моменту отряд Пугачёва состоял в основном из слабовооружённых заводских крестьян и небольшого количества яицких, илецких и оренбургских казаков, отряд не имел ни одной пушки. Начало штурма Магнитной было неудачным, в бою погибло около 500 человек, сам Пугачёв ранен в правую руку. Отведя войска от крепости и обсудив ситуацию, восставшие под прикрытием ночной темноты предприняли новую попытку и смогли прорваться в крепость и захватить её. В качестве трофеев достались 10 пушек, ружья, боеприпасы. 7 мая к Магнитной с разных сторон подтянулись отряды атаманов А. Овчинникова и А. Перфильева , И. Белобородова, С. Максимова, И. Шибаева.

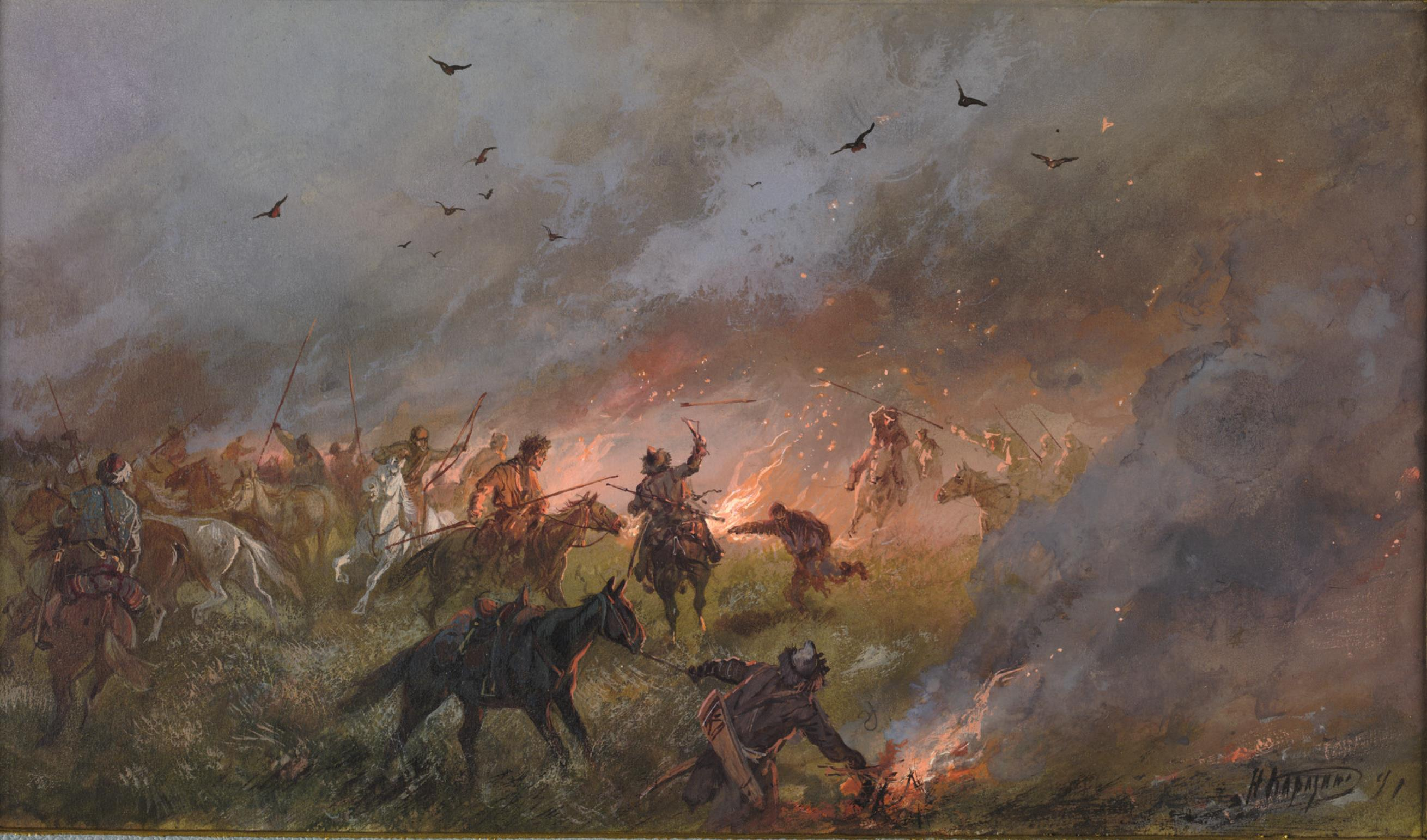
«Поражение скопищ самозванца под Троицком». 21 мая 1774 года. Каразин Н. Н.

Направившись вверх по Яику, восставшие обошли Верхне-Яицкую крепость, зная о подходе туда войск Деколонга, овладели крепостями Карагайской, Петропавловской и Степной, сжигая их за собой, и 20 мая подошли к наиболее крупной Троицкой. К этому моменту отряд насчитывал 10 тысяч человек. В ходе начавшегося штурма гарнизон пытался отбить нападение артиллерийским огнём, но преодолев отчаянное сопротивление, повстанцы ворвались в Троицкую. Пугачёву достались артиллерия со снарядами и запасы пороха, запасы провианта и фуража. Утром 21 мая на отдыхавших после боя повстанцев напал корпус Деколонга. Захваченные врасплох, пугачёвцы понесли тяжёлое поражение, потеряв убитыми 4000 человек и столько же ранеными и захваченными в плен. Отступить по дороге к Челябинску смогли только полторы тысячи конных казаков и башкир.
23 мая отряд Пугачёва потерпел ещё одно тяжёлое поражение во встречном бою с корпусом Михельсона, спешившим преградить путь мятежников к Челябинску, у деревни Лягушиной под Кундравинской слободой. Потеряв 600 человек убитыми и 400 пленными, Пугачёву вновь удалось оторваться от преследования. 31 мая пугачёвцы прибыли на Златоустовский завод, пополнились людьми и сожгли завод при уходе. 2 июня был занят Саткинский завод, накануне покинутый мечущимся в поисках Пугачёва Михельсоном, также сожжённый при оставлении.
3 июня у деревни Нижние Киги отряд Пугачёва соединился с отрядом Салавата Юлаева, получившим от него звание бригадира. К этому моменту башкиры составили две трети от всего числа армии восставших. 3 и 5 июня на реке Ай они дали новые бои Михельсону. Оба раза Михельсон разбил мятежников. Отступив на север, Пугачёв перегруппировал силы, пока Михельсон отошёл к Уфе, чтобы отогнать отряды башкир, действовавших у города, и пополнить запасы боеприпасов и провианта.
Воспользовавшись передышкой, Пугачёв направился к Казани. 10 июня была взята Красноуфимская крепость, 11 июня была одержана победа в бою под Кунгуром против сделавшего вылазку гарнизона. Не предпринимая попытки штурма Кунгура, Пугачёв повернул на запад. Отряды восставших быстро пополнились местными заводскими и экономическими крестьянами, мелкими отрядами башкир, татар, удмуртов и марийцев, скрывавшихся в лесах. 14 июня авангард пугачёвцев подошёл к прикамскому городку Осе и блокировал городовую крепость. Четыре дня спустя сюда пришли основные силы Пугачёва и завязали осадные бои с засевшим в крепости гарнизоном, отбивавшем отчаянные многократные приступы в течение трёх дней. 21 июня защитники крепости, исчерпав возможности дальнейшего сопротивления, капитулировали. В этот период к Пугачёву явился авантюрист купец Астафий Долгополов («Иван Иванов»), выдававший себя за посланника цесаревича Павла и решивший таким образом поправить своё материальное положение. Пугачёв разгадал его авантюру, а Долгополов по договорённости с ним выступал некоторое время как «свидетель подлинности Петра III». Получивший в боях за Осу ранение в ногу Салават Юлаев был отпущен на излечение в числе других больных и раненых. Часть башкирских отрядов продолжили поход с Пугачёвым, «а прочие остались в Тулве».
Пугачёв переправил войско через Каму, взял и сжёг 24 июня Воткинский и 27 июня Ижевский железоделательные заводы. Через удмуртские и татарские деревни Нылга, Агрыз, Алнаши, население которых встречало пугачёвцев хлебом и солью, через Трёхсвятское (Елабугу), у которой переправились через Вятку, пугачёвцы прибыли в Мамадыш. Известия о приходе армии «Петра Фёдоровича» вызвали большой приток пополнения армии восставших. Повстанческий полковник Бахтияр Канкаев докладывал Пугачёву, что «людей русских и татар более шестисот человек каждый день охотно желают в службу». Армия выросла до 20 тысяч человек, но проблема была в том, по словам того же Канкаева, что пополнение «пришли без лошадей и без оружия, что откройте, всепросветлевший, нам указать, где им брать коней и орудие».

### Сражение у Казани

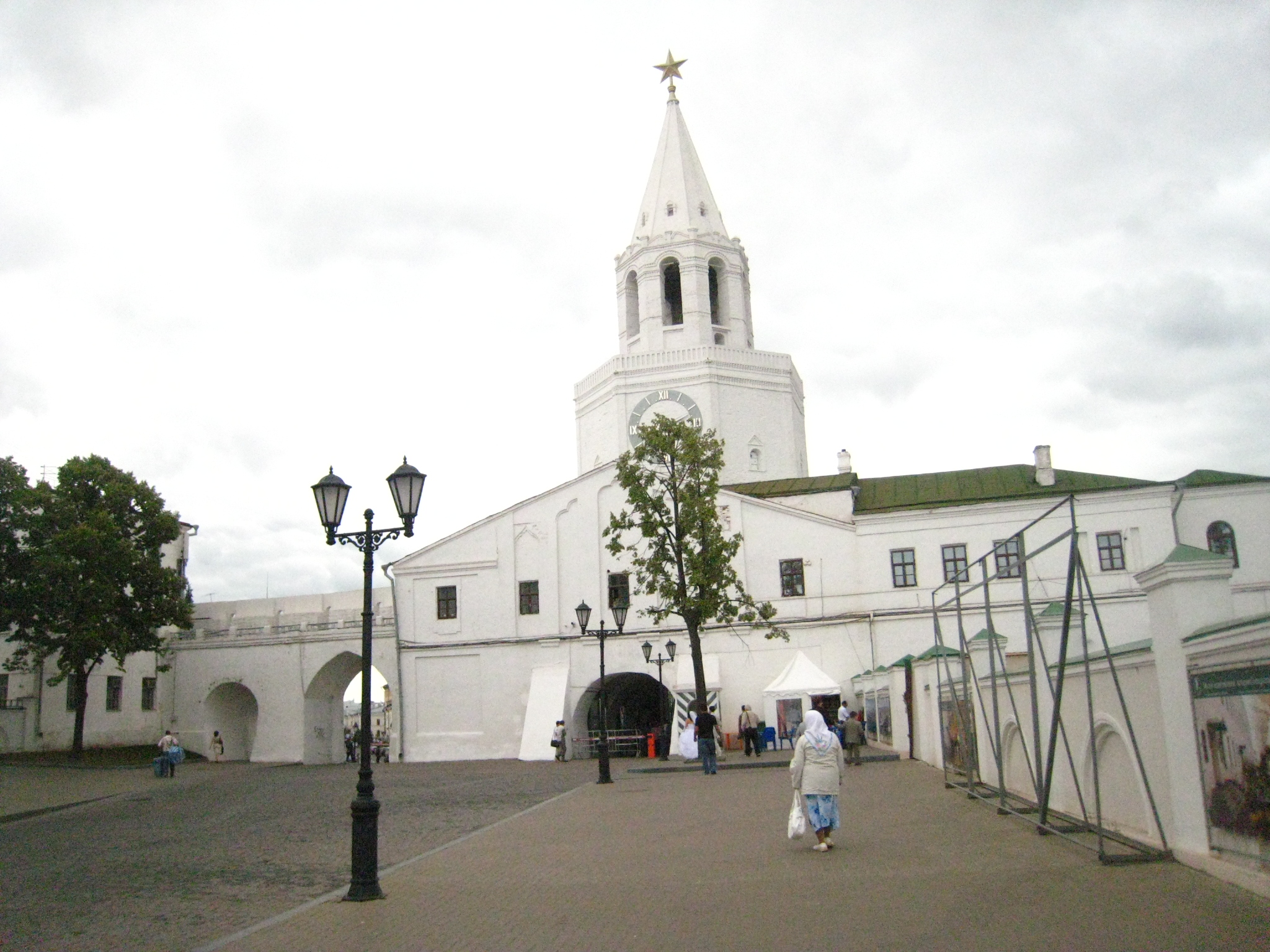
Вид Казанского кремля

Казанский губернатор Брандт пребывал в уверенности, что преследуемый Михельсоном Пугачёв вот-вот будет разбит, в то время, как в городе уже вовсю ходили слухи о скором его вхождении в Казань. 7 июля Брандт получил точные сведения, что ещё три дня назад Пугачёв вошёл в Мамадыш. В городе началась паника, дворяне и богатые купцы торопились отправить свои семьи и имущество в более безопасные места. Тем не менее прибывший 8 июля в Казань вновь назначенный руководитель секретной следственной комиссии П. С. Потёмкин насмешливо отнёсся к сведениям о приближении повстанцев, написав в донесении к Екатерине II: «Ложные по большей части известия о приближении к самой Казани злодея Пугачёва привели в неописанную робость начиная от начальника почти всех жителей». В это время Михельсон, чей переход от Уфы был задержан многочисленными боями с башкирскими отрядами, всё ещё искал пути переправы через Каму, так как восставшие постарались уничтожить все мосты, паромы и лодки. Навстречу Пугачёву Брандт направил отряд под командованием полковника Толстого в составе сотни пехотинцев и сотни егерей при одном орудии. 10 июля у села Высокая Гора пугачёвцами была одержана лёгкая победа, Толстой был убит.
На следующий день отряд восставших расположился лагерем у города. Гарнизон Казани насчитывал около 1500 человек, в собранное дворянское ополчение включили даже учеников гимназии, вооружили и добровольцев из городских обывателей. «Вечером, в виду всех казанских жителей, он (Пугачёв) сам ездил высматривать город, и возвратился в лагерь у села Царицына, отложа приступ до следующего утра». В город были направлены три манифеста — губернатору Брандту и жителям города на русском и татарском языке. В лагерь Пугачёва прибыли перебежчики, указавшие слабые места в обороне города. 12 (23) июля утром в результате штурма предместья и основные районы города были взяты, оставшийся в городе гарнизон заперся в Казанском кремле и приготовился к осаде. Из тюрьмы Казанской секретной комиссии были освобождены более 400 заключённых, среди которых были атаман Торнов, игумен Филарет из Мечетной слободы, а также первая жена Пугачёва Софья с детьми. Пугачёв приказал посадить семью в телегу и поселить их в лагере в отдельную палатку, объяснив казакам, что это «ево друга казака Пугачёва жена», засечённого за верность «государю». Начались грабежи, по признанию пугачёвцев «много было пьяных», искали и убивали всех в «немецком платье», считая таковых за дворян. В городе начался сильный пожар, кроме того, Пугачёв получил известие о приближении войск Михельсона, поэтому отряды пугачёвцев начали выходить из горящего города, когда в него уже входил корпус Михельсона. В результате 5-часового боя правительственные войска взяли верх, но наступившая ночь заставила стороны прекратить противостояние.
13 июля утром пугачёвцы и Михельсон вновь сошлись в сражении на Арском поле, но в этот раз в спину повстанцам ударил отряд казанского гарнизона, Пугачёв отвёл свои войска за реку Казанку. Несмотря на потери, его армия даже возросла до 25 тысяч человек за счёт притока окрестных крестьян. Стороны готовились к решающему сражению, которое состоялось 15 (26) июля. Большая часть армии Пугачёва представляла собой только что присоединившихся к восстанию слабовооружённых крестьян, татарскую и башкирскую конницу, вооружённую луками, и лишь небольшое количество оставшихся заводских крестьян и казаков имели огнестрельное оружие. Правительственные войска, значительно уступая в количестве, намного превосходили в выучке и вооружении. Грамотные действия Михельсона, ударившего в первую очередь по яицкому ядру пугачёвцев, привели к полному поражению восставших, не менее 2 тысяч человек погибло, около 5 тысяч было взято в плен, среди которых был и полковник Иван Белобородов. Пугачёв с конными казаками, собирая в дороге рассеянных повстанцев, отступил на север в направлении Кокшайска.

### Крестьянская война на Правобережной Волге
Ещё до начала битвы 15 июля Пугачёв объявил в лагере, что от Казани направится в Москву. Слух об этом мгновенно разлетелся по всем ближайшим деревням, поместьям и городкам. Несмотря на крупное поражение пугачёвской армии, пламя восстания охватило весь западный берег Волги. Переправившись 17 июля через Волгу у Кокшайска, ниже села Сундырь, Пугачёв рассылал по русским, чувашским, татарским и мордовским деревням и помещичьим поместьям казаков для создания новых отрядов и пополнил свою армию тысячами крестьян. К этому времени башкиры отказались следовать за главной армией, незначительный отряд башкир, оставшихся в пугачёвском отряде, возглавил Кинзя Арсланов. Повсюду начался разгром поместий и расправы над помещиками и чиновниками. Часть новокрещённых чувашей и марийцев отводили злобу на представителях духовенства, громили церкви. 17 июля в Цивильске повесили воеводу и разорили церковь и купеческие дома. 20 июля Пугачёв вступил в Курмыш, 23 июля беспрепятственно въехал в Алатырь, после чего направился к Саранску.
28 июля на центральной площади Саранска был зачитан указ о вольности для крестьян, жителям были розданы запасы соли и хлеба, городскую казну «ездя по городовой крепости и по улицам… бросали набегшей из разных уездов черни». 31 июля такая же торжественная встреча ожидала Пугачёва в Пензе. Указы вызвали в Поволжье многочисленные крестьянские мятежи, всего разрозненные отряды, действовавшие в пределах своих поместий, насчитывали десятки тысяч бойцов. Движение охватило большинство поволжских уездов, подошло к границам Московской губернии, реально угрожало Москве.
Издание указов (фактически — манифестов об освобождении крестьян) в Саранске и Пензе называют кульминацией Крестьянской войны. Указы произвели сильнейшее впечатление на крестьян, на скрывающихся от преследований старообрядцев, на противоположную сторону — дворян и на саму Екатерину II. Воодушевление, охватившее крестьян Поволжья, привело к тому, что в восстание было вовлечено население численностью более миллиона человек. Они ничего не могли дать армии Пугачёва в долговременном военном плане, так как крестьянские отряды действовали не далее своего поместья. Но они превратили поход Пугачёва по Поволжью в триумфальное шествие, с колокольными звонами, благословением деревенского батюшки и хлебом-солью в каждом новом селе, деревне, городке. При подходе армии Пугачёва или отдельных её отрядов крестьяне вязали или убивали своих помещиков и их приказчиков, вешали местных чиновников, жгли поместья, разбивали магазины и лавки. Всего летом 1774 года были убиты не менее 3 тысяч дворян и представителей власти.
Во второй половине июля 1774, когда пламя Пугачёвского восстания приближалось к границам Московской губернии и угрожало самой Москве, встревоженная императрица вынуждена была согласиться на предложение канцлера Н. И. Панина о назначении его брата, опального генерал-аншефа Петра Ивановича Панина, командующим войсковой экспедицией против мятежников. Генерал Ф. Ф. Щербатов был изгнан с этого поста 22 июля, и указом от 29 июля Екатерина II наделила Панина чрезвычайными полномочиями «в пресечении бунта и восстановлении внутреннего порядка в губерниях Оренбургской, Казанской и Нижегородской». Под командованием П. И. Панина, получившего в 1770 году за взятие Бендер орден св. Георгия I класса, отличился в том бою и донской хорунжий Емельян Пугачёв.
Для ускорения заключения мира были смягчены условия Кучук-Кайнарджийского мирного договора, и освободившиеся на турецких границах войска — всего 20 кавалерийских и пехотных полков — были отозваны из армий для действий против Пугачёва. Как заметила Екатерина, против Пугачёва «столько наряжено войска, что едва не страшна ли таковая армия и соседям была». В августе 1774 г. был отозван из 1-й армии, находившейся в придунайских княжествах, генерал-поручик Александр Васильевич Суворов, в ту пору уже один из успешнейших российских генералов. Панин поручил Суворову командование войсками, которые должны были разбить основную пугачёвскую армию в Поволжье.
После триумфального вхождения Пугачёва в Саранск и Пензу, после того, как отдельные отряды местных повстанцев взяли городки Наровчат, Темников, Троицк, Инсар, Нижний Ломов, все ожидали его похода к Москве. В Москву, где ещё были свежи воспоминания о Чумном бунте 1771 года, были стянуты семь полков под личным командованием П. И. Панина. Московский генерал-губернатор князь М. Н. Волконский распорядился поставить рядом со своим домом артиллерию. Полиция усилила надзор и рассылала в людные места осведомителей — с тем, чтобы хватать всех сочувствовавших Пугачёву. Михельсон, получивший в июле звание полковника и преследовавший мятежников от Казани, повернул к Арзамасу, чтобы перекрыть дорогу к старой столице. Генерал Мансуров выступил из Яицкого городка к Сызрани, генерал Голицын — к Саранску, полковник Хорват — к Симбирску. Карательные команды Муфеля и Меллина докладывали, что всюду Пугачёв оставляет за собой бунтующие деревни и они не успевают усмирить их все. «Не только крестьяны, но попы, монахи, даже архимандриты возмущают чувствительный и нечувствительный народ». Показательны выдержки из рапорта капитана Новохопёрского батальона Бутримовича:

«…отправился я в деревню Андреевскую, где крестьяне содержали помещика Дубенского под арестом для выдачи его Пугачёву. Я хотел было его освободить, но деревня взбунтовалась, и команду разогнала. Оттоль поехал я в деревни господина Вышеславцева и князя Максютина, но их нашёл я также под арестом у крестьян, и сих освободил, и повёз их в Верхний Ломов; из деревни кн. Максютина видел я как гор. Керенск горел и возвратясь в Верхний Ломов узнал, что в оном все жители, кроме приказных, взбунтовались, узнав о созжении Керенска. Начинщики: однодворец Як. Губанов, Матв. Бочков, и стрелецкой слободы десятской Безбородой. Я хотел было их схватить и представить в Воронеж, но жители не только меня до того не допустили, но и самого чуть не засадили под свой караул, однако я от них уехал и за 2 версты от города слышал крик бунтующих. Чем всё кончилось не знаю, но слышал я, что Керенск с помощью пленных турок от злодея отбился.
В проезд мой везде заметил я в народе дух бунта и склонность к Самозванцу. Особенно в Танбовском уезде, ведомства кн. Вяземского, в экономических крестьянах, кои для приезда Пугачёва и мосты везде исправили и дороги починили. Сверх того села Липнего староста с десятскими, почтя меня сообщником злодея, пришед ко мне, пали на колени».

## Подавление восстания

### Восстание на Нижней Волге. Поражение главной армии и пленение Пугачёва

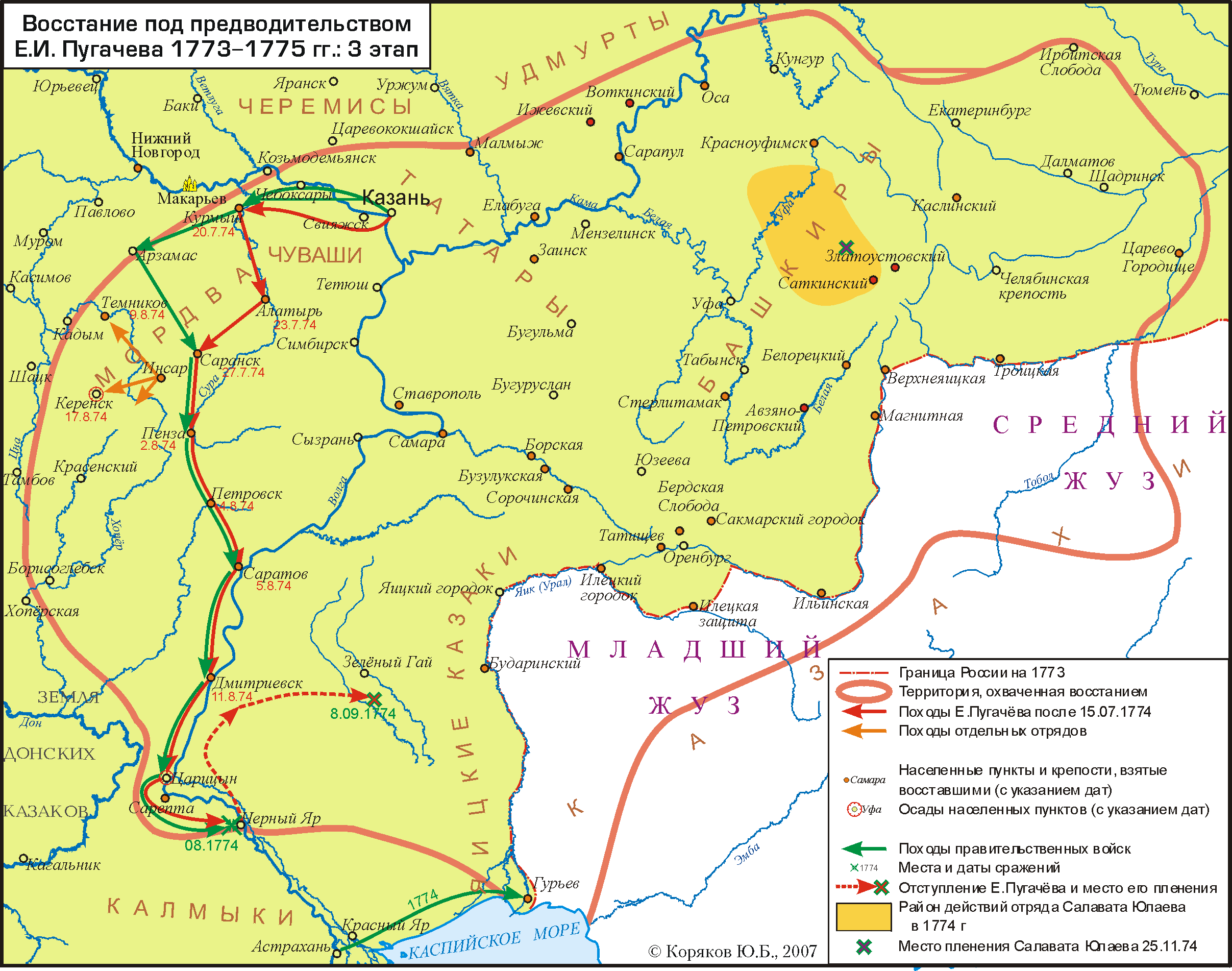
Карта заключительного этапа восстания

Но от Пензы Пугачёв повернул на юг. Большинство историков указывает причиной этого планы Пугачёва привлечь в свои ряды волжских и, особенно, донских казаков. Возможно, что ещё одной причиной было желание яицких казаков, уставших сражаться и уже растерявших своих главных атаманов, вновь скрыться в глухих степях нижней Волги и Яика, где однажды они уже укрылись после восстания 1772 года. Косвенным подтверждением такой усталости служит то, что именно в эти дни начался заговор казацких полковников с целью сдачи Пугачёва правительству взамен получения помилования.
4 (15) августа армия самозванца взяла Петровск, 6 (17) августа окружила Саратов. Ещё до начала штурма к Пугачёву на Соколову гору прибыла делегация саратовских купцов за «царским манифестом». Часть донских казаков и солдат гарнизона перешли на сторону восставших, после чего воевода Бошняк с частью людей по Волге сумел выбраться в Царицын и после боя 7 (18) августа Саратов был взят. Саратовские священники во всех храмах служили молебны о здравии императора Петра III. Здесь же Пугачёв направил указ к правителю калмыков Цендену-Дарже с призывом присоединиться к его войску. Но к этому времени корпус под командованием Михельсона уже буквально шёл по пятам пугачёвцев, и 11 (22) августа город перешёл под контроль правительственных войск.
После Саратова спустились ниже по Волге к Камышину, который, как многие города до него, встретил Пугачёва колокольным звоном и хлебом-солью. Близ Камышина в немецких колониях 13 (24) августа войска Пугачёва столкнулись с астраханской астрономической экспедицией Академии наук, многие члены которой вместе с руководителем академиком Георгом Ловицем были повешены заодно с неуспевшими бежать местными чиновниками. Удалось уцелеть сыну Ловица, Тобиасу, впоследствии также академику. Присоединив к себе 3-тысячный отряд калмыков, восставшие вступили в станицы Волжского казачьего войска Антиповскую и Караваинскую, где получили широкую поддержку и откуда были разосланы гонцы на Дон с указами о присоединении донцов к восстанию. Подошедший из Царицына отряд правительственных войск был разбит на реке Пролейке близ станицы Балыклевской. Следующей была захвачена столица Волжского казачьего войска Дубовка. Часть волжских казаков во главе с атаманом остались верными правительству и отступили в Царицын, куда прибыл и тысячный отряд донских казаков под командованием походного атамана Перфилова.

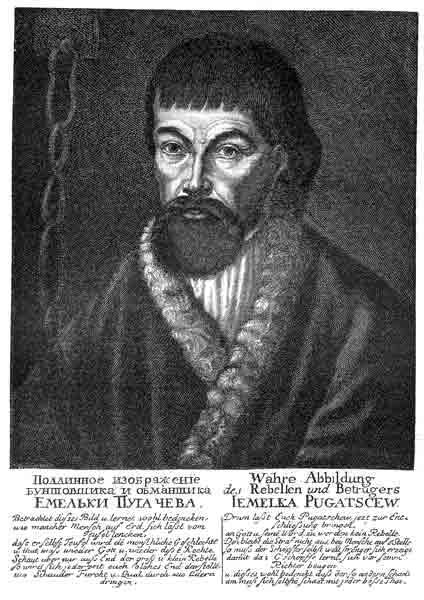
«Подлинное изображение бунтовщика и обманщика Емельки Пугачёва», октябрь 1773 года

21 августа (1 сентября) Пугачёвым предпринята неудачная попытка взять штурмом Царицын. Это был первый несдавшийся Пугачёву город, отстоять который смог комендант Иван Цыплятев. Получив известие о прибывающем корпусе Михельсона, Пугачёв поспешил снять осаду с Царицына, восставшие двинулись к Чёрному Яру. В Астрахани приступили поспешно к защите города, среди населения поднялась паника.
24 августа (5 сентября) у Солениковой рыболовецкой ватаги Пугачёв был настигнут Михельсоном. Поняв, что боя не избежать, пугачёвцы выстроили боевые порядки. 25 августа (5 сентября) 1774 года состоялось последнее крупное сражение главной армии Пугачёва с царскими войсками. При появлении Михельсона Пугачёв скомандовал открыть огонь из пушек. Однако атака донских и чугуевских казаков Михельсона привела к тому, что у восставших давольно быстро были отбиты все 24 бывшие в их войске пушки.. Пытаясь вернуть их, Пугачёв двинул в атаку пехоту, но боевой дух его армии к тому времени был уже в значительном упадке. В результате, не выдержав нескольких картечных залпов и последовавшего за ними кавалерийского удара, повстанцы начали отступление, перешедшее в паническое бегство. Попытки Пугачёва остановить бегущих и «поощрить к супротивлению» оказались безуспешны, донцы и чугуевцы преследовали бегущих на протяжении 40 вёрст. Многие из пытавшихся переправиться через Волгу утонули. Пехоте Михельсона так и не пришлось вступить в бой.
В ожесточённом бою погибло более 2000 повстанцев, среди них атаман Овчинников. Более 6000 человек было взято в плен. Пугачёв с немногими казаками, разбившись на мелкие отряды, бежали за Волгу. В погоню за ними были высланы поисковые отряды генералов Мансурова и Голицына, яицкого старшины Бородина и донского полковника Тавинского. Не успев к сражению, пожелал участвовать в поимке и генерал-поручик Суворов. В течение августа-сентября большинство участников восстания было поймано и отправлено для проведения следствия в Яицкий городок, Симбирск, Оренбург.

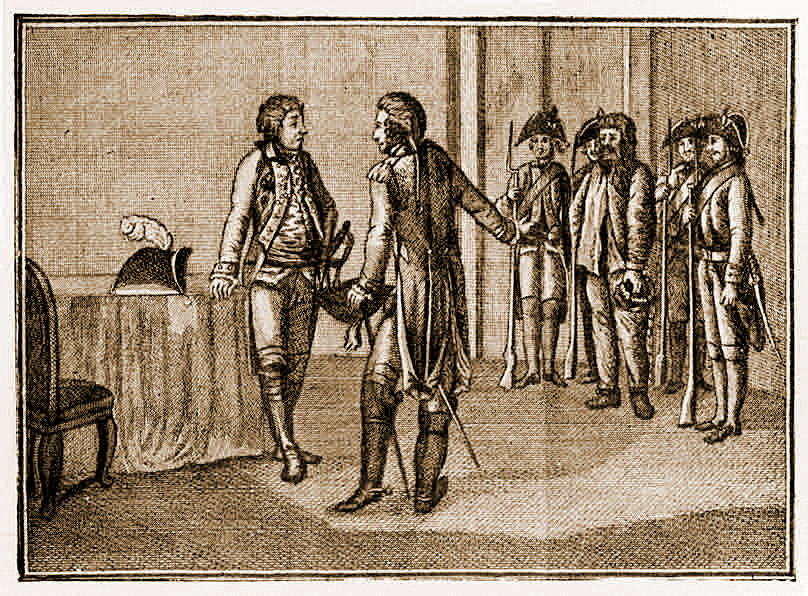
«Комендант Яицка полковник Иван Яковлевич Симонов передаёт Е. И. Пугачёва А. В. Суворову 16 сентября 1774», рисунок Христиан-Готлиб Гейзера

Пугачёв с отрядом казаков бежал к Узеням, не зная, что ещё с середины августа Чумаков, Творогов, Федулёв и некоторые другие полковники обсуждали возможность заслужить прощение сдачей самозванца. 8 (19) сентября у реки Большой Узень они накинулись и связали Пугачёва, после чего Чумаков и Творогов отправились в Яицкий городок, где 11 сентября объявили о пленении самозванца. Получив обещания в помиловании, они известили сообщников, и те 15 сентября доставили Пугачёва в Яицкий городок. Состоялись первые допросы, один из них провёл лично Суворов, он же вызвался конвоировать самозванца в Симбирск, где шло основное следствие. Для перевозки Пугачёва была изготовлена тесная клетка, установленная на двухколёсную арбу, в которой, закованный по рукам и ногам, тот не мог даже повернуться. В Симбирске в течение пяти дней его допрашивали П. С. Потёмкин, начальник секретных следственных комиссий, и граф П. И. Панин, командующий карательными войсками правительства. Там же в Симбирске местному иконописцу были заказаны портреты самозванца, оставившие в истории подлинный облик предводителя восстания.
Перфильев с его отрядом были захвачены в плен 12 сентября после боя с карателями у реки Деркул.

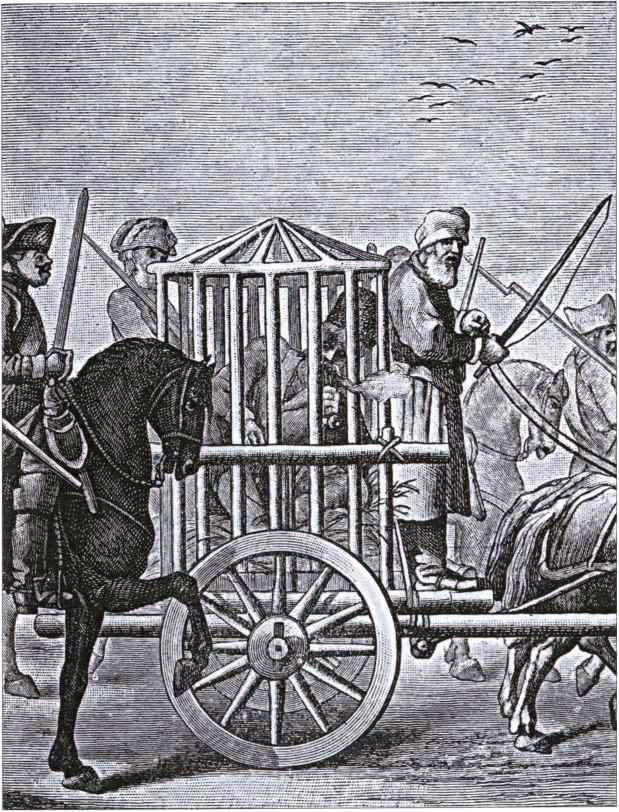
Пугачёв под конвоем. Гравюра 1770-х годов

### Продолжение восстания в 1774—1775 годах
В это время, помимо разрозненных очагов восстания, организованный характер имели боевые действия в Башкирии. Салават Юлаев вместе со своим отцом Юлаем Азналиным возглавлял повстанческое движение на Сибирской дороге, Каранай Муратов, Качкын Самаров, Селяусин Кинзин — на Ногайской, Базаргул Юнаев, Юламан Кушаев и Мухамет Сафаров — в Башкирском Зауралье. Они сковывали значительный контингент правительственных войск. В начале августа был предпринят даже новый штурм Уфы, но в результате слабой организации взаимодействия между различными отрядами и уверенных действий сводного отряда под командованием подполковника Рылеева — однополчанина Михельсона, защищавшего Уфу с июня, он сложился неудачно. Тревожили набегами на всём протяжении пограничной линии от Сибири до Каспия казахские отряды. Губернатор Рейнсдорп докладывал: «Башкирцы и киргизцы не усмиряются, последние поминутно переходят через Яик, и из-под Оренбурга хватают людей. Войски здешние или преследуют Пугачёва, или заграждают ему путь, и на киргизцев идти мне не льзя, хана и салтанов я увещеваю. Они отвечали, что они не могут удержать киргизцев, коих вся орда бунтует».
С поимкой Пугачёва и направлением в Башкирию освободившихся правительственных войск начался переход башкирских старшин на сторону правительства, многие из них присоединились к карательным отрядам. К 10 ноября 1774 года лишь 6 известных башкирских старшин продолжали сопротивление, но в течение ноября большинство из них уговорили явиться с повинной. Свой последний бой Салават Юлаев дал 20 ноября под осаждённым им Катав-Ивановским заводом и после поражения был пленён 25 ноября (6 декабря). Отдельные отряды в Башкирии продолжали сопротивление до лета 1775. Среди башкир и заводских крестьян ходили слухи о скором возвращении избежавшего плена Пугачёва, приписные отказывались от возвращения к работе. Владельцы заводов требовали присылки воинских команд на каждый завод для «приведения в надлежащее послушание заводских крестьян». В 1775 году Панин был вынужден рекомендовать призывать к заводским работам так, «чтоб к народному возмущению ни малейшего поводу подавано не было».

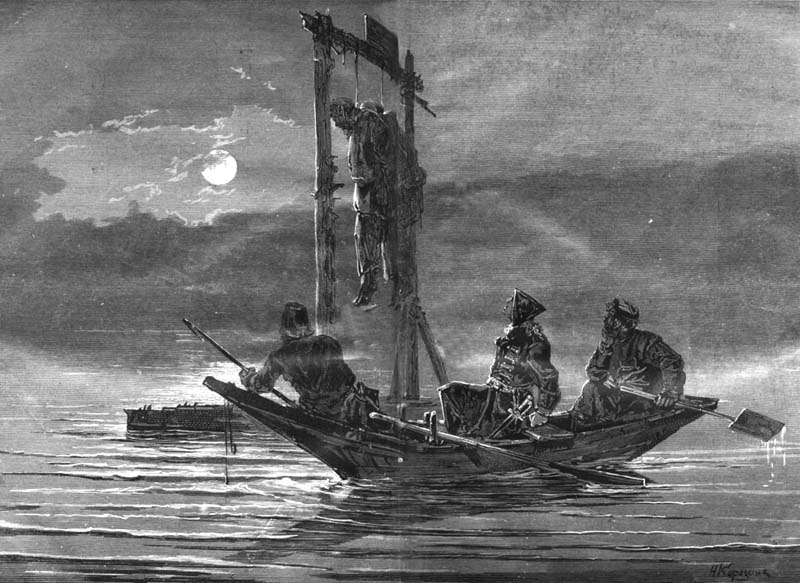
Виселицы на Волге (иллюстрация Н. Н. Каразина к «Капитанской дочке» А. С. Пушкина)

До лета 1775 года продолжались волнения в Воронежской губернии, в Тамбовском уезде и по рекам Хопру и Вороне. Действовавшие отряды были небольшими, но по словам очевидца майора Сверчкова, «многие помещики, оставя свои домы и экономии, отъезжают в отдалённые места, а оставшие в домах спасают жизнь от угрожающей гибели, ночуют по лесам». До лета 1775 года продолжали скрываться и тревожить поместья вооружённые отряды беглых крестьян и казаков вдоль всей Волги — у Нижнего Новгорода, Саратова, Пензы, Шацка, Елатьмы, Касимова, вынуждая только что вернувшихся в свои разорённые усадьбы помещиков снова спасаться бегством. В низовьях Волги, у Астрахани, действовали отряды «понизовой вольницы», называвшие себя «пугачами» для наведения пущего страха.
Чтобы сбить волну мятежей, карательные отряды начали массовые казни. В каждой деревне, в каждом городке, принимавшем Пугачёва, на виселицы и «глаголи», с которых едва успели снять повешенных самозванцем офицеров, помещиков, судейских, стали вешать вожаков бунтов и назначенных пугачёвцами городских глав и атаманов местных отрядов. Для усиления устрашающего эффекта виселицы устанавливались на плоты и пускались по главным рекам восстания. В середине июля в Оренбурге состоялась казнь Хлопуши: его отрубленную голову на шесте установили в центре города. При проведении следствия применялся весь средневековый набор испытанных средств. По жестокости и количеству жертв Пугачёв и правительство не уступили друг другу.

### Следствие и суд. Казнь Пугачёва и главных сообщников
Первую «секретную комиссию» для проведения следствия над участниками восстания Екатерина II предписала учредить в Казани А. И. Бибикову одновременно с назначением его командующим экспедиции. В её состав были включены офицеры гвардии Лунин А. М., Маврин С. И., Собакин В. И. и секретарь Тайной экспедиции Сената Зряхов И. Позднее, в январе 1774 года, в связи с затруднениями при этапировании заключённых в Казань, для проведения следствия на месте в Самару был отправлен подпоручик Державин Г. Р. После смерти Бибикова, 26 апреля 1774 года Екатерина учредила две секретные комиссии — в Казани и Оренбурге, пополнив прежний состав следователей и передав их из под власти военного командования под контроль генерал-губернаторов Брандта и Рейнсдорпа. В Казань были привезены первая семья Пугачёва и игумен Филарет, как возможный его вдохновитель. Но главное внимание было уделено допросам в Оренбурге пленённых ближайших сообщников Пугачёва — Шигаева, Падурова, Каргина, Толкачёва, Хлопуши, Чики-Зарубина.
В июне Екатерина вновь меняет порядок работы секретных комиссий и передаёт их в подчинение генерал-майора П. С. Потёмкина. В августе 1774 года организуется Яицкая секретная комиссия во главе с Мавриным, проделавшим огромный объём работы по расследованию начальных этапов восстания, начиная с событий 1772 года. Он же провёл первые допросы Пугачёва в Яицком городке после его пленения. Всего через допросы всех секретных комиссий прошло 12438 человек, были казнены 4 человека в Оренбурге (Толкачёв, Хлопуша, Каргин, Волков), 38 человек в Казани (среди них — Белобородов и Губанов). Намного больше повстанцев было казнено без участия секретных комиссий по приказам военных руководителей, творивших суд и расправу по собственному усмотрению, ещё больше пленённых повстанцев погибло при этапировании и в заключении из-за недостатка в лечении и питании.
В ноябре 1774 года все главные участники восстания, всего 85 человек, были перевезены в Москву для проведения генерального следствия. Пугачёва поместили в здании Монетного двора у Иверских ворот Китай-города. Руководили следствием московский генерал-губернатор князь М. Н. Волконский и обер-секретарь Тайной экспедиции Сената С. И. Шешковский. На допросах Е. И. Пугачёв дал подробные показания о родных, о своей юности, об участии в Семилетней и Турецкой войнах, о скитаниях по России и Польше, о своих планах и замыслах, о ходе восстания. Следователи пытались выяснить, не являлись ли инициаторами восстания агенты иностранных государств, или раскольники, или кто-либо из дворянства. Екатерина II проявляла большой интерес к ходу следствия. В материалах московского следствия сохранилось несколько записок Екатерины II к М. Н. Волконскому с пожеланиями о том, в каком плане необходимо вести дознание, какие вопросы требуют наиболее полного и детального расследования, каких свидетелей следует дополнительно опросить. В ходе допросов П. С. Потёмкиным в Симбирске Пугачёв под пытками оговорил себя и несколько знакомых периода его скитаний до восстания, как участников некоего «раскольничего заговора», но в ходе допросов и очных ставок в Москве было выяснено, что никакого заговора не было и Пугачёв дал эти показания из боязни дальнейших пыток. В заслугу Волконскому и Шешковскому должно быть поставлено то, что в ходе следствия они максимально пытались выяснить истинные детали восстания, а не подогнать его результаты под различные существовавшие теории. 5 декабря М. Н. Волконский и П. С. Потёмкин подписали определение о прекращении следствия, так как Пугачёв и другие подследственные не могли добавить ничего нового к своим показаниям на допросах и не могли ничем ни облегчить, ни усугубить своей вины. В донесении Екатерине они вынуждены были признать, что «…старались при сем производимом следствии изыскать начало предприятого зла сим извергом и его сообщниками или же… к тому злому предприятию наставниками. Но при всём том другого ничего не открылось, как то, что во всём его злодействе первое начало своё взяло в Яицком войске».

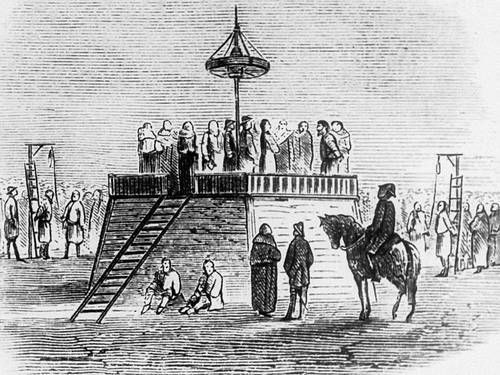
Казнь Пугачёва на Болотной площади. (Рисунок очевидца казни А. Т. Болотова)

30 декабря в Тронном зале Кремлёвского дворца собрались судьи по делу Е. И. Пугачёва. Они заслушали манифест Екатерины II о назначении суда, а затем было оглашено обвинительное заключение по делу о Пугачёве и его сподвижниках. Князь А. А. Вяземский предложил доставить на следующее заседание суда Пугачёва. Рано утром 31 декабря его под усиленным конвоем перевезли из казематов Монетного двора в покои Кремлёвского дворца. В начале заседания судьи утвердили вопросы, на которые был должен ответить Пугачёв, после чего его ввели в зал заседаний и заставили встать на колени. После формального опроса его вывели из зала, суд вынес решение: «Емельку Пугачёва четвертовать, голову воткнуть на кол, части тела разнести по четырём частям города и положить на колёса, а после на тех местах сжечь». Остальных подсудимых распределили по степени их вины на несколько групп для вынесения каждой соответствующего вида казни или наказания. В субботу, 10 января (21 января) 1775 года, на Болотной площади в Москве при громадном стечении народа была совершена казнь. Пугачёв держался достойно, взойдя на лобное место, перекрестился на соборы Кремля, поклонился на четыре стороны со словами «Прости, народ православный». Приговорённым к четвертованию Е. И. Пугачёву и А. П. Перфильеву палач отрубил сначала голову, таково было пожелание императрицы. В тот же день повесили М. Г. Шигаева, Т. И. Подурова и В. И. Торнова. И. Н. Зарубин-Чика был отправлен для казни в Уфу, где был казнён отсечением головы в начале февраля 1775 года.
Пленённого Салавата Юлаева и его отца Юлая Азналина сослали на каторгу в балтийский порт Рогервик (Эстония). Другого руководителя выступления башкир Кинзю Арсланова, бежавшего за Волгу с Пугачёвым, так и не нашли, дальнейшая его судьба неизвестна.

## Итоги Крестьянской войны
После проведения казней и наказаний основных участников восстания, Екатерина II, с целью искоренения любых упоминаний событий, связанных с Пугачёвским движением и ставивших её правление не в лучшем свете в Европе, в первую очередь издала указы о переименовании всех мест, связанных с этими событиями. Так, станица Зимовейская на Дону, где родился Пугачёв, была переименована в Потёмкинскую, а сам дом, где родился Пугачёв, было велено сжечь. Река Яик была переименована в Урал, Яицкое войско — в Уральское казачье войско, Яицкий городок — в Уральск, Верхне-Яицкая пристань — в Верхнеуральск. Имя Пугачёва предавалось в церквях анафеме наряду со Стенькой Разиным, для описания событий возможно использование лишь слов как «известное народное замешательство» и т. п. «Манифест о высочайше дарованных разным сословиям милостях, по случаю заключённого мира с Портою Оттоманскою» от 17 (28) марта 1775 года даровал прощение всем беглым государственным (но не крепостным) крестьянам, при условии их возвращения в деревни в течение двух лет. Указ императрицы от 6 апреля 1775 года потребовал захоронить тела повстанцев, а места и орудия казней уничтожить. Вновь вводился запрет на смертную казнь, отменённый во время восстания.
«…для совершенного забвения сего на Яике 

последовавшего несчастного происшествия, 

реку Яик, по которой, как оное войско, так и 

город его название своё доныне имели, 

по причине той, что оная река проистекает из 

Уральских гор, переименовать Уралом, а потому и 

войско наименовать Уральским, и впредь яицким 

не называть, равно и Яицкому городу называться 

отныне Уральск; о чём для сведения и исполнения 

сим и публикуется».
В 1775 году последовала губернская реформа, по которой осуществлялось разукрупнение губерний, и их стало 50 вместо 20. Вместе с реформой полиции в 1782 году и специальными уставами для дворян и городов в 1785 году, это создало систему государственного устройства, просуществовавшую вплоть до реформ Александра II, достигнув требуемой цели — восстание Пугачёва стало последним массовым крестьянским и казацким восстанием в России вплоть до начала XX века.
Была скорректирована политика по отношению к казачьим войскам, ускоряется процесс их трансформации в армейские подразделения. В августе 1775 года была ликвидирована Запорожская Сечь. Во всех оставшихся войсках казачьим офицерам активнее передаётся дворянство с правом владения своими собственными крепостными, тем самым утверждая войсковую старшину в качестве оплота правительства. Вместе с тем по отношению к Уральскому войску делаются экономические послабления.
Примерно та же политика проводится по отношению к народностям региона восстания. Указом от 22 февраля (4 марта) 1784 года было закреплено одворянивание местной знати. Татарские и башкирские князья и мурзы приравниваются по правам и вольности к российскому дворянству, включая и право владения крепостными, правда, только мусульманского вероисповедания. Но при этом оставлена попытка закрепостить нерусское население края, башкиры, калмыки и мишари были оставлены на положении военно-служилого населения. В 1798 году было введено кантонное управление в Башкирии, во вновь образованных 24 областях-кантонах управление осуществлялось на военный лад. Калмыки также переведены на права казачьего сословия.
В 1775 году казахам разрешено кочевать в пределах традиционных пастбищ, попавших за пределы пограничных линий по Уралу и Иртышу. Но данное послабление пришло в противоречие с интересами расширяющихся пограничных казачьих войск, часть данных земель уже была оформлена в качестве поместий нового казачьего дворянства либо хуторов рядовых казаков. Трения привели к тому, что затихшие было волнения в казахских степях развернулись с новой силой. Предводителем восстания, в итоге продлившегося более 20 лет, выступил участник движения Пугачёва Сырым Датов.
Был определён социально-правовой статус городского населения, сняты многие бюрократические препоны для предпринимательства, отменён ряд монополий. Манифест от 17 марта 1775 года освобождал «уездных обывателей» от ряда налогов, в частности от сборов на улья и борти, соляные варницы, с красильного, воскобойного, кожевенного и прочих подсобных промыслов.
Были сделаны определённые шаги в отношении дворцовых, государственных и экономических крестьян, а также однодворцев. По закону 1778 года была прекращена продажа свободных государственных земель, в течение 1783 года были изданы два указа о наделении государственных крестьян и однодворцев минимумом земли. В положении крепостного крестьянства каких-либо значимых изменений не последовало.

### Ущерб для промышленности империи
Чрезвычайно тяжёлый ущерб действиями восставших был нанесён металлургической и горнорудной промышленности Российской империи, которая восстанавливалась ещё долгие годы — заводы, созданные по указанию царя Петра Алексеевича в Прикамье, на Среднем и Южном Урале, развивавшиеся на протяжении десятилетий и обеспечивавшие Россию металлом и другой важной промышленной продукцией, лежали в руинах. Состояние уральской металлургии в годы крестьянской войны заслуживает пристального внимания, в частности, и потому, что некоторые историки считают, что она решающим образом повлияла на ход развития русской промышленности в последней четверти XVIII в. (к примеру, Ю. И. Гессен делит историю горной промышленности России XVIII века на два периода, гранью между которыми, по его мнению, является крестьянская война. Медленный рост уральской промышленности в конце XVIII века Гессен объясняет двумя обстоятельствами — запрещением покупать к заводам крепостных крестьян и крестьянской войной). Общая сумма убытков от разрушения и простоя заводов была оценена в 5 536 193 рубля.
В общей сложности воздействию крестьянской войны подверглось 89 заводов. Правительственные чиновники в ходе разбора итогов войны подразделили эти заводы на четыре группы: к первой (25 заводов) были отнесены такие заводы, «которые созжены и пограблены совсем». Вторую, наиболее многочисленную группу (33 завода) составили предприятия, прекратившие работу в связи с наездом пугачёвских отрядов, где происходила экспроприация инструментов, оборудования и готовой продукции. На третьей группе (4 завода) производство было остановлено до приезда пугачёвцев по различным причинам. Последнюю, четвёртую группу (27 заводов) содержит «Особливая ведомость о тех заводах, на которых разорения, сожжения и грабежей не было, а только происходили одни издержки на защищение, также и остановки заводские, а затем недоковка в железе и недоплавка меди последовала», на оборону которых отряжались гарнизонные силы и расходовались крупные средства. Из двенадцати заводов купца И. С. Мясникова башкирами уничтожено девять (Белорецкий, Преображенский, Воскресенский, Верхотурский, Архангельский, Юрозанский, Симской, Усть-Катаевский и Симской лесопильный). Из четырёх заводов купца Е. Н. Демидова на Урале, — Верхний и Нижний Авзяно-Петровский, Кагинский молотовый и Кухтурский доменный, — все четыре завода оказались полностью разрушенными. Прекратил своё существование Илдианский завод купца П. Л. Красильникова. Полностью уничтожены и не были восстановлены Вознесенский медеплавильный завод и Покровский завод. Златоустовский (Косотурский) железоделательный и медеплавильный завод и Троицко-Саткинский доменно-передельный и медеплавильный завод были почти полностью уничтожены повстанцами, но стали восстанавливаться и начали работу уже в 1776 году. Впоследствии в разное время возобновили свою работу Алапаевский завод, Аннинский завод, Билимбаевский железный завод, Воткинский завод, Ижевский завод. Кроме производственного оборудования, материально-технической базы и документации, методично уничтожались мастеровые и другие квалифицированные рабочие и инженерные кадры, а также другие лица, прямо или опосредованно связанные с организацией производства.
Советская историография в целом не акцентировала особого внимания на разрушительном характере восстания для промышленности империи, поскольку это шло вразрез с трактовкой восстания в основной массе трудов советских историков и с господствовавшей на тот момент в историческом дискурсе версией восстания, уничтоженные заводы если и упоминались, то главным образом в контексте «освобождения» Пугачёвым подневольных заводчан, факт жестокой расправы над квалифицированными работниками и целенаправленного уничтожения промышленной базы умалчивался (относительно систематизированная информация содержалась в специализированной литературе по истории советской промышленности). Более того, фрагмент воспоминаний Оренбургского губернатора И. Рейнсдорпа о том, что Пугачёв призывал башкир к грабежу и уничтожению заводов, и что русские заводчане организовывали сопротивление налётчикам, в трудах советских историков называются ложными (поскольку признание этого обстоятельства подмывало тезис об интернациональном характере восстания, классовом единении рабочих с налётчиками, русских и нерусских). Кроме предприятий и трудовых ресурсов, в ходе восстания методично уничтожалась дорожно-транспортная инфраструктура и паромные переправы (сжигались пристани и паромы), что, во-первых, затрудняло восстановление промышленности, во-вторых, доставку сырья на заводы и готовой продукции с заводов в европейскую часть страны. Социальную базу поддержавших Пугачёва заводчан составляли рабочие из числа местного населения (нередко нерусского происхождения), которые сохраняли связи со своими деревнями. Кадровые рабочие, происходящие из других регионов и не имевшие родственных связей в близлежащих селениях, видя, что восстание несёт с собой уничтожение заводов, разрушение промышленности, сиречь лишение их средств к существованию, не разделяли энтузиазма налётчиков в отношении необходимости уничтожения заводов.
И хотя часть заводов удалось быстро восстановить, восстание заставило царское правительство пересмотреть свою политику в сфере найма и трудоустройства рабочей силы.

## Память
В советские годы память о Е. Пугачёве и его сподвижниках была увековечена в топонимике: в 1918 году город Николаевск (бывшая Мечетная слобода) был переименован в Пугачёв, в 1949 году название Салават получил рабочий посёлок строящегося нефтехимического комбината — ныне один из крупных промышленных центров Республики Башкортостан. Во многих городах России, Казахстана и на Украине есть улицы Пугачёва и Салавата Юлаева. В столице республики Мордовия Саранске Е. Пугачёву установлен памятник. В Башкортостане изображение Салавата Юлаева увековечено на республиканском гербе, в его честь установлены памятники в ряде населённых пунктов.

### Историография
Одним из первых историков, представивших комплексное исследование событий восстания, стал А. С. Пушкин. Будучи сотрудником Министерства Иностранных дел, он опирался на большой массив архивных документов, но не ограничился лишь ими, а отправился в поездку по местам восстания и встретился с большим количеством ещё живых непосредственных свидетелей восстания и их потомков в Казани, Оренбурге и Уральске. Более того, в своей «Истории Пугачёвского бунта» (1834) Пушкин попытался изучить и представить глубинные причины произошедшего, а также опубликовал в приложениях к своей книге большой массив документов и воспоминаний, до сих пор являющихся уникальным источником информации для исследователей.
Во второй половине XIX века интерес к изучению восстания нарастал. Историк Я. К. Грот в опубликованных им «Материалах для истории Пугачёвского бунта» (Бумаги Кара и Бибикова — 1862, Бумаги, относящиеся к последнему периоду мятежа и к поимке Пугачёва — 1863, Переписка императрицы Екатерины II с графом П. И. Паниным — 1875) ввёл в научный оборот ценные документы Государственного и Военно-топографического архива Российской империи, а также переписку военных руководителей правительственных войск и руководителей следственных комиссий, включая их рапорты и переписку с Екатериной II. Д. Г. Анучин подробно представил деятельность правительственных органов и военного руководства в работах «Участие Суворова в усмирении Пугачёвщины и поимка Пугачёва» (1868), «Первые успехи Пугачёва и экспедиция Кара» (1869), «Действия Бибикова в Пугачёвщину» (1872). Военный историк Н. Ф. Дубровин в 1884 году представил фундаментальный трёхтомный труд «Пугачёв и его сообщники». Дубровин одним из первых получил доступ и ввёл в научный оборот следственные документы Пугачёва и его сообщников, ранее недоступные исследователям, а также многие другие документы делопроизводства правительства Екатерины II, Государственного архива, архивов Главного штаба, Сената, Синода, Секретной комиссии Тайной экспедиции.
Работы дореволюционных историков в большей степени акцентировались на действиях правительственной стороны. Описание действий восставших, как правило, подавалось исключительно в негативном ключе. Документы восставшей стороны долгое время не публиковались по цензурным соображениям, была опубликована лишь немногая их часть и, как правило, без анализа. В первые годы советского периода историки воспользовались снятием цензурных ограничений на публикацию документов из лагеря восставших, по инициативе М. Н. Покровского начался сбор материалов, хранившихся в провинциальных архивах Казани, Нижнего Новгорода, Тобольске и многих других, в журнале «Красный архив» началась регулярная публикация указов и манифестов Пугачёва, протоколы допросов предводителя восстания и его главных сподвижников. Центроархив подготовил трёхтомное издание документов «Пугачёвщина»: I том (1926) с манифестами и указами Пугачёва и Военной коллегии восставших; II том (1929) — материалы о предпосылках восстания и об участии в восстании казачества, заводских крестьян и нерусских народов; III том — с документами об участии крепостных крестьян и дворян. Историки в квалификации событий отказываются от термина «бунт», заменяя его термином «восстание».
В этот период сохранялось многообразие мнений историков на события восстания и его значение, к теме восстания обращались Н. А. Рожков, М. Н. Мартынов, Н. Н. Фирсов. Официальный взгляд на Пугачёвское восстание в 1920—1930-х годах представлял М. Н. Покровский и историки его школы: Г. Е. Меерсон, С. А. Пионтковский, С. Симонов, С. Г. Томсинский, С. И. Тхоржевский и другие.
Начиная с конца 1930-х годов вплоть до распада СССР возобладала исключительно положительная оценка Пугачёва и его сподвижников. Доминировало рассмотрение событий с точки зрения концепции «классовой борьбы», повышенное внимание уделялось свидетельствам организации действий восставших. Подчёркивалась жестокость правительственных войск по отношению к восставшим, но террор и насилие последних почти не упоминалась. Выделялись факты проявления восставшими милости к своим врагам, попыток избежания напрасного кровопролития, но обходились молчанием случаи неоправданных массовых казней и расправ.
В 1950-х годах в работах Лебедева В. И., Мавродина В. В. и ряда других историков предложено и обосновано применение термина «Крестьянская война», общепринятого в дальнейших исследованиях. В 1961—1970 годах было издано фундаментальное исследование «Крестьянская война 1773—1775 годах. Восстание Пугачёва» в 3 томах под общей редакцией Мавродина. В эти же годы активно публикуются работы историков, посвящённые участию в восстании башкир, татар, казахов, народов Среднего Поволжья: «Салават Юлаев — вождь башкирского народа и сподвижник Пугачёва» (1951) Ищерикова П. Ф., «Кинзя Арсланов — выдающийся сподвижник Пугачёва» (1960) Усманова А. Н., «Участие татар Среднего Поволжья в крестьянской войне 1773—1775 гг.» (1973) Алишева С. Х., работы Чулошникова А. П., Вяткина М. П., Гвоздиковой И. М. и многих других. Большая заслуга в публикации и исследовании документов, связанных с восстанием, принадлежит Овчинникову Р. В., который в своих источниковедческих работах проанализировал огромный объём манифестов и указов лагеря восставших, следственных и судебных документов.
В постсоветское время интерес историков к событиям Крестьянской войны ослабел, диапазон оценок Пугачёва и его соратников значительно расширился, включая резко отрицательные. Среди новых работ постсоветского периода — «Города Урала и Поволжья в крестьянской войне 1773—1775 гг.» (1991) М. Д. Курмачевой, «Татары Урала и пугачёвщина» (1999) Н. А. Миненко, «Башкортостан накануне и в годы Крестьянской войны под предводительством Е. И. Пугачёва» (1999) И. М. Гвоздиковой, «Восстание 1773—1774 гг в Башкортостане» (2000) С. У. Таймасова, «Пугачёв» (2015) Е. Н. Трефилова. В истории событий Крестьянской войны ещё достаточно малоизученных тем. По мнению самарского историка Ю. Н. Смирнова: «Мало изучены перестройка органов власти и роль местного самоуправления в районах восстания. Не прояснены до конца политические идеалы движения, да и само их наличие остаётся под сомнением. За многие десятилетия исключительного внимания к повстанческому лагерю оказалась фактически прерванной, а потому нуждается в восстановлении традиция изучения также и лагеря правительственных сил». По мнению В. Я. Мауля, для современного подхода к изучению восстания важно не просто восстановление последовательности событий и имён действующих лиц, а необходимость понимать и видеть Пугачёвщину «изнутри», проанализировать восприятие, переживания и поведение современников событий. Множество споров вызывает и оценка значения, и сама дефиниция событий 1773—1775 годов — бунт, восстание, крестьянская война?. Историки Е. В. Анисимов, А. Б. Каменский и В. В. Шелохаев, оценивая этническую, социальную природу и характер восстания, называют его «гражданской войной».

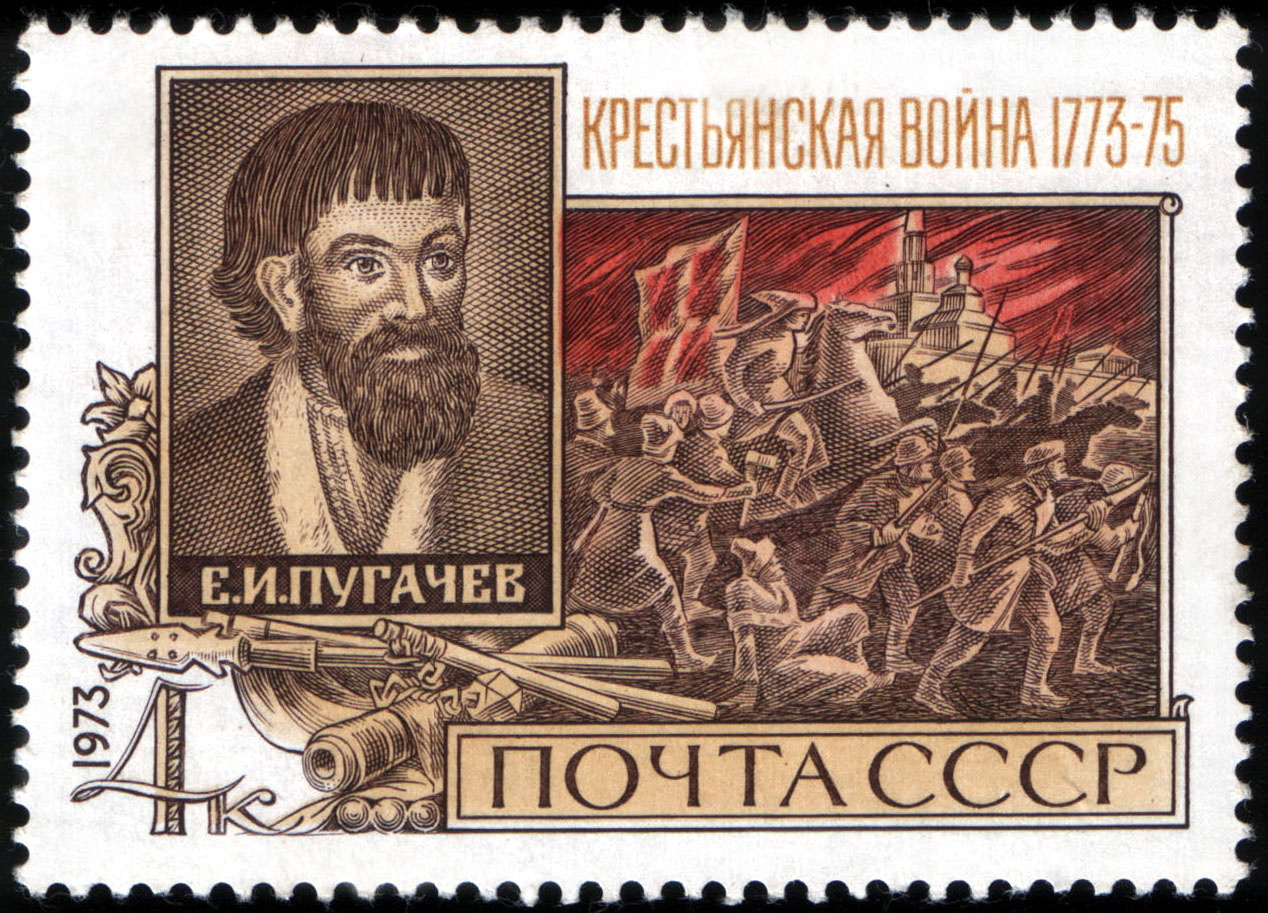
Почтовая марка СССР, посвящённая 200-летию Крестьянской войны 1773—1775 годов, Е. И. Пугачёв, 1973, 4 копейки (ЦФА 4282, Скотт 4125)

### Пугачёвское восстание в художественной литературе
- C. А. Есенин. Пугачёв (поэма).
- С. П. Злобин. Салават Юлаев.
- М. Ю. Лермонтов. Вадим.
- Д. Н. Мамин-Сибиряк. Охонины брови. — М.: Современник, 1989. — 78 с. — («Отрочество». Серия книг для подростков). — ISBN 5-270-00496-8.
- А. С. Пушкин. Капитанская дочка.
- Е. А. Фёдоров. Книга 2-я «Наследники» // Каменный пояс (роман).
- В. В. Сорокин. Бунт. Поэма.
- В. Я. Шишков. Емельян Пугачёв (роман). Архивировано 9 апреля 2007 года.
- В. В. Каменский. Емельян Пугачёв (поэма).
- А. В. Иванов, Золото бунта

### Кинематограф
- «Вадим» («Повесть из времён Пугачёва») (1910) и «День ярости» (1973) — экранизации романа М. Ю. Лермонтова «Вадим».
- «Булат батыр» (другое название — «Пугачёвщина») — советский немой художественный фильм, снятый режиссёром Юрием Таричем. Вышел на экраны 10 апреля 1928 года.
- «Пугачёв» (1937) — художественный фильм. Режиссёр Павел Петров-Бытов.
- «Салават Юлаев» (1940) — художественный фильм. Режиссёр Яков Протазанов.
- «Капитанская дочка» (1958) — художественный фильм по одноимённой повести Пушкина режиссёра Владимира Каплуновского.
- «Емельян Пугачёв» (1978) — историческая дилогия: «Невольники свободы» и «Воля, кровью омытая» режиссёра Алексея Салтыкова.
- «Русский бунт» (1999) — исторический фильм режиссёра Александра Прошкина, снятый по мотивам произведений Пушкина «Капитанская дочка» и «История Пугачёва».
- «Екатерина» (2019) — телесериал Дмитрия Иосифова.

## Сборники архивных документов
- Аксёнов А. И., Овчинников Р. В., Прохоров М. Ф. Документы ставки Е. И. Пугачёва, повстанческих властей и учреждений / отв. ред. Р. В. Овчинников. — Москва: Наука, 1975. — 524 с. — 6600 экз.
- Крестьянская война 1773—1775 гг. в России. Документы из собрания Государственного Исторического музея / отв. ред. Индова Е. И.. — М.: Наука, 1973. — 440 с. — 4100 экз.
- Крестьянская война под предводительством Емельяна Пугачёва в Чувашии. Сборник документов. — Чебоксары, 1971. — 528 с.
- Крестьянская война под предводительством Емельяна Пугачёва в Удмуртии. Сборник документов и материалов. — Ижевск, 1974. — 356 с.
- Курмачева М. Д. Города Урала и Поволжья в крестьянской войне 1773—1775 гг.. — М.: Наука, 1991. — 232 с. — 1800 экз. — ISBN 5-02-008558-8.
- Полуденский М. П. Подлинные бумаги, до бунта Пугачёва относящиеся. — М.: Унив. тип., 1860. — 88 с.
- Пугачёвщина. Сборник документов. Издание Центрархива

Из архива Пугачёва (манифесты, указы и переписка). — М. — Л.: Государственное издательство РСФСР, 1926. — Т. I. — 292 с.
Из следственных материалов и официальной переписки. — М. — Л.: Государственное издательство РСФСР, 1929. — Т. II. — 494 с.
Из архива Пугачёва. — М. — Л.: Соцэкгиз, 1931. — Т. III. — 528 с.
- Сост. Овчинников Р. В., Светенко А. С. Емельян Пугачёв на следствии. Сборник документов и материалов. — М.: Языки русской культуры, 1997. — 464 с. — 2000 экз. — ISBN 5-7859-0022-X.
- Р. В. Овчинников, Гвоздикова И. М. и др. Крестьянская война 1773—1775 гг. на территории Башкирии. Сборник документов. — Уфа: Башкирское книжное издательство, 1975. — 496 с.
- Р. В. Овчинников. Манифесты и указы Е. И. Пугачёва. — М.: Наука, 1980. — 280 с. — 5550 экз.
- Р. В. Овчинников. Следствие и суд над Е.И. Пугачёвым и его сподвижниками. — М.: ИРИ РАН, 1995. — 272 с. — 500 экз. — ISBN 5-201-00579-9.